# Didymopanax morototoni
Espèce
Statut de conservation UICN

 LC  : Préoccupation mineure
Synonymes
Selon GBIF (31 janvier 2022) :
- Didymopanax calophyllum Decne. & Planch. ex Marchal
- Oreopanax morototoni (Aubl.) Pittier
- Panax morototoni Aubl. - Basionyme
- Panax undalata Aubl.
- Panax undulatum Aubl., 1775
- Panax undulatus Kunth
- Schefflera morototoni (Aubl.) Maguire, Steyerm. & Frodin

Selon Tropicos (31 janvier 2022) :
- Aralia micans Willd. ex Schult.
- Didymopanax micans (Willd. ex Schult.) Krug & Urb.
- Didymopanax morototoni var. sessiliflorus Marchal
- Oreopanax morototoni (Aubl.) Pittier
- Panax morototoni Aubl. - Basionyme
- Panax speciosum Eggers
- Schefflera morototoni (Aubl.) Maguire, Steyerm. & Frodin
- Schefflera morototoni var. sessiliflora (Marchal) Frodin & Govaerts
- Sciadophyllum paniculatum Britton

Didymopanax morototoni est une espèce de plantes à fleurs de la famille des Araliaceae (famille du lierre et du ginseng), et qui est l'espèce type du genre Didymopanax Decne. & Planch., 1854. C'est une arbre néotropical.
Anciennement inclus dans le genre Schefflera, Didymopanax morototoni a été ré-intégré dans le genre Didymopanax en 2020.
Il est connu en Guyane sous les noms de Bois la Saint Jean (Créole), Malototo (Wayãpi), Ahamban (Palikur), Morototó (Portugais), Tobitoutou (Nenge tongo),; Bois canon bâtard.
Au Suriname, on le désigne sous les noms de Bigi boesie papajahoedoe (Sranan tongo), Khobbé (Saramaka), Karoro, Karohoro (Arawak), Mollototto oe, Moretoto oe (Karib).
Au Venezuela, on l'appelle Morototó, Sunsún, Yarumo, Yaurumo de savanna (Espagnol), et au Brésil c'est Sambaqüim (dans le Pernambouc) ou Matatauba, Marupá.

## Description
Didymopanax morototoni est un arbre moyen à grand, atteignant 5–25(35) m de haut.
Les feuilles composées palmées portent (7)9-10(13) folioles, sur un pétiole long de (40)80-110 cm.
Les petiolules de longueur variable, mesurent 5,5 à 22 cm de long.
Le limbes des folioles est membraneux, de forme oblongue, la base arrondie à tronquée, l'apex mucronulé légèrement acuminé et les marges entières. Discolore, il est glabre sur la face supérieure, et pubescent brunâtre avec les nervures saillantes sur la face abaxiale.
De taille variable elles mesurent 20-30 sur 7-10(13) cm pour celles internes, et 15-20(35) sur 5-7 cm pour celles externes.
On compte 10-15 paires de nervure secondaires, généralement, qui ni se terminent dans la marge, ni se rejoignent en une nervure marginale.
Les stipules forment une grande ligule intra-pétiolaire, généralement bifide.
L'inflorescence recouverte d'une pilosité feutrée grisâtre, longue de 29-40 cm, est une panicule généralement 3 fois composée, avec 2–7 branches primaires rayonnantes allongées, les branches secondaires généralement racémiformes avec 2 ombelles ou plus dispersées sur chaque axe.
Les pédoncules sont longs d'environ 1 cm, et les pédicelles d'environ 2 mm.
L'ovaire à 2 loges porte 2 styles libres, persistants, se recourbant au stade du fruit.
Le fruit est généralement très comprimé, latéralement, côtelé : les 2(3) côtes sont glabres, arrondies aux deux extrémités, mesurant de 4-5 mm de long, pour 7-5 mm de large,,.

### Variétés
Didymopanax morototoni compterait 4 variétés :
- Didymopanax morototoni var. angustipetala Marchal in Mart. - petit arbre élancé, atteignant jusqu'à 5,5 m de haut, avec des inflorescences composées seulement deux fois, et parfois spécifiquement distinctes (ressemble à un intermédiaire entre Didymopanax morototoni et D. tamatamaensis (Maguire, Steyerm. & Frodin) Fiaschi & G.M. Plunkett)[10]
- Didymopanax morototoni var. morototoni
- Didymopanax morototoni var. poeppigii (Decne. & Planch.) Marchal, 1878
- Didymopanax morototoni var. sessiliflorus Marchal, 1878

## Répartition
Didymopanax morototoni est présent du sud du Mexique, au Brésil (Amapá, Roraima, Pará, Amazonas, Rondônia, Acre, Tocantins) en passant par l'Amérique centrale, les Grandes Antilles (sauf la Jamaïque), Trinidad, La Colombie, le Venezuela, le Guyana, le Suriname et la Guyane,.

## Écologie
Didymopanax morototoni est un arbre pionnier poussant dans les milieux perturbés, les forêts sempervirentes secondaires, ou anciennes, les forêts de plaine, les forêts galerie, les forêts de montagne, et occasionnellement en bordure de savane. On l'observe autour de 100–900(–1 400) m d'altitude au Venezuela.
Didymopanax morototoni a été étudiée sous divers aspects :
- sa relation avec les oiseaux frugivores : sa dissémination ornithochore à Porto Rico[14], dans une forêt de la transition Cerrado-Amazonie au Mato Grosso (Brésil)[15], ainsi que les guildes trophiques qui consomment ses fruits, et son rôle d'espèce clé pendant la saison sèche dans le "Parque Nacional da Amazônia" (Pará, Brésil)[16],
- le pouvoir germinatif de ses graines, leurs conditions de germination[17], leur levée de dormance et l'origine de leur faible taux de germination[18], et dans cela, le rôle de la maturité de ses fruits[19],[20],
- le rôle de son architecture dans sa physiologie hydraulique (capacité de stockage d'eau des feuilles et des tiges, potentiel hydrique des feuilles, transpiration, et vulnérabilité des tiges à la cavitation et à la perte de conductivité hydraulique par embolie)[21], et les flux de sève dans son tronc au "Parque Natural Metropolitano" (Panama City)[22],[23],[24], et à Manaus (Brésil)[25],
- son potentiel pour la reforestation d'espaces dégradés et la restauration d'une ambiance forestière, et l'influence de variations de luminosité sur le développement de ses plantules[26],
- le charbon de son bois (caractéristiques anatomiques, pouvoir calorifique teneur en matières volatiles et en cendres)[27],
- sa culture in vitro[28],
- sa pollinisation par Scaptotrigona fulvicutis Moure 1964 (Meliponini) en Amazonie[29],
- sa phylogénie au sein du groupe Didymopanax/Schefflera[30],
- son influence sur les flux de CO2 et de N2O du sol en saison humide dans le centre de l'Amazonie[31],
- sa dominance dans des plantations de café abandonnées à Porto Rico[32],
- sa colonisation par les champignons mycorhiziens à arbuscules[33],
- etc.

## Utilisation
Le bois clair, léger et peu durable de Didymopanax morototoni est utilisé pour de nombreux usages : aggloméré, jouets, manches à balais, caisses, menuiserie, contreplaqué, construction (doublure, lambris, charpente), emballage léger, caisse, spatule à glace, instruments de musique (table de guitare, corps et manche de guitare), radeau, stratifié, crayon, menuiserie, noyau de porte, meuble, cadre, panneau, cure-dents, allumettes et urne funéraire. Ce bois peut également être utilisé pour la production de pâte à papier (rendement de 52,5 %).
En Guyane, le rachis des feuilles était employé pour fabriquer des flèches. Ses feuilles serviraient à soigner les luxations sous forme de cataplasme. Les Haïtiens s'en servent comme tonifiant et pour soigner les rhumatismes et la lombosciatique. On lui prête des vertus proches de celles du ginseng chinois.
Les petites graines plates et discoïdes contenues dans les petits fruits anguleux sont employées en perlerie, tissées avec des plumes et de petites perles de couleurs, pour fabriquer des pagnes, des sacs et de ceintures, colliers, bracelets, etc. par les communautés amérindiennes d'Amazonie et des Guyanes.
Les Amérindiens du nord-ouest du Guyana emploient l'écorce et la sève de Didymopanax morototoni comme fébrifuge, et pour soigner les piqûres de scorpion et les plaies.
Les feuilles, les fruits et le bois de Didymopanax morototoni sont employés traditionnellement, pour divers usages (nourriture, bois de feu, construction, technologie, poison), par les communautés rurales de la ferme "Serra D’Água" (Rio Formoso, Pernambuco, Brésil).
Didymopanax morototoni contient des saponines, mais apparemment en faible quantité.
Les fruits de Didymopanax morototoni sont consommés et ses feuilles employées pour fabriquer des (cages à oiseaux) dans le "Parque Municipal da Boa Esperança" (Ilhéus, Bahia, Brésil).
Les extraits de Didymopanax morototoni ne montrent pas d'activité cytotoxique significative.

## Histoire naturelle
« IACARANDA arbor, polyphylla, maximè procera. Iacaranda braſilienſibus Marcgr. Arbre de S. Jean. May. On n'a pas vû la fleur, ni le fruit de cet arbre, qu'on a cru devoir rapporter ici ſous le nom qu'il eſt déſigné dans Marcgrave. »
— Pierre Barrère, 1741.

« ARBRE de Saint-Jean, ou May, ou Bois blanc. Cet Arbre ne vient jamais gros, mais très-haut & droit, avec une ſimple touffe de feuilles au ſommet ; on le préfère à tous les autres, pour la cérémonie de planter le May Pentecôte, Saint-Jean.

Le bois d'ailleurs ſert à faire des chèvres, des grues, des échelles, parce qu'il eſt léger. On en fait auſſi des chevilles, au défaut de Bois mouſſé. »

— BRÛLETOUT de PRÉFONTAINE, 1763

« Saint-Jean. Panax Morototoni Auhlet; Didymopanax Morototoni Dec. et Pl. (Araliacées). Espèce aromatique à étudier. Certains créoles prétendent que cette plante aurait les propriétés du ginseng chinois, et que son nom de Saint-Jean ne serait que la corruption du nom chinois, par la transposition des consonnes de ce nom. »

— HECKEL, 1897

## Protologue

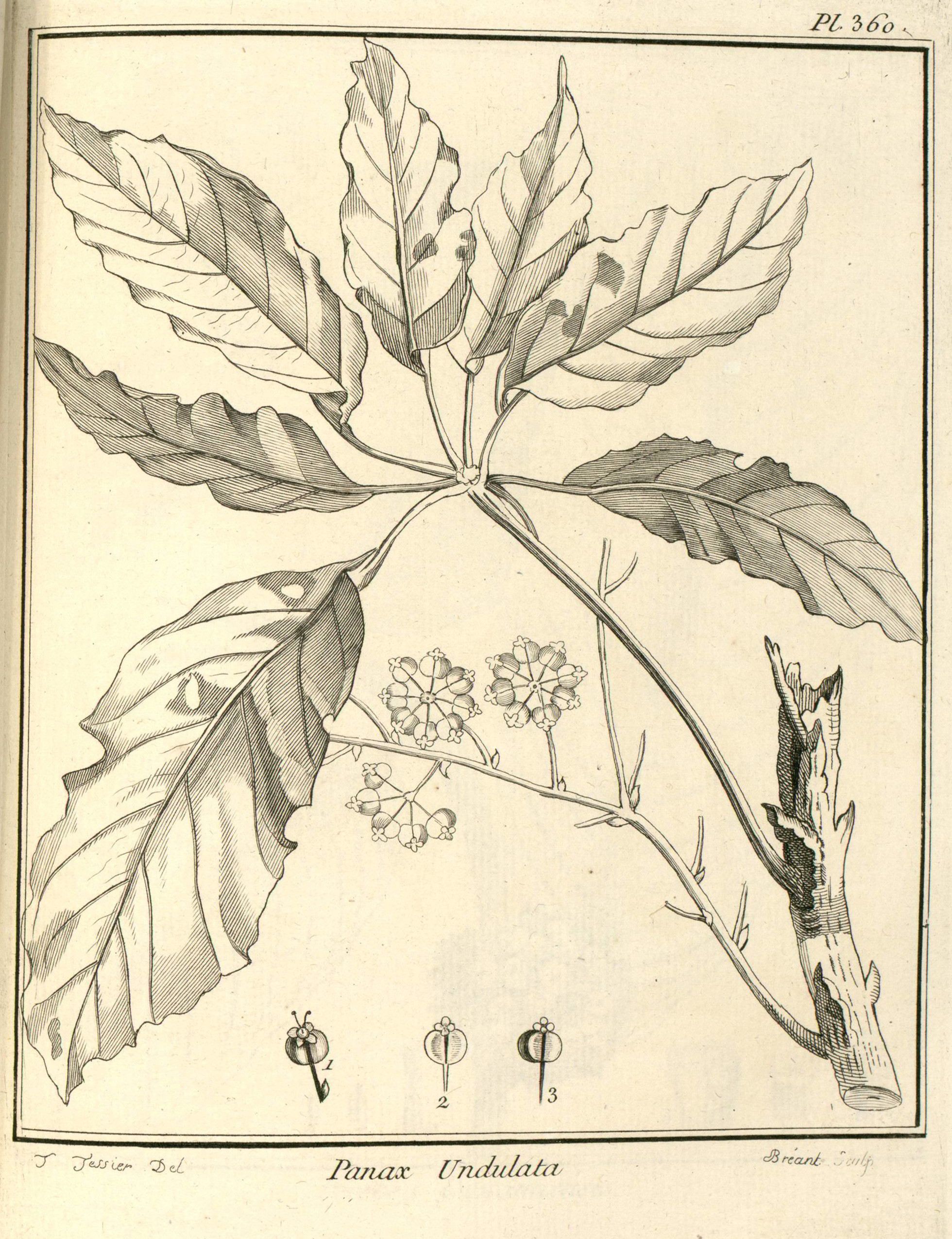
Didymopanax morototoni par Aublet (1775)
Planche 360. - 1. Baie. Calice. Diſque. Styles. - 2. Baie à deux ailes. - 3. Baie à trois ailes.

En 1775, le botaniste Aublet propose le protologue suivant :
« PANAX (Morototoni)  foliis digitatis, foliolis lanceolatis, undulatis ; ſubtùs ferrugineis ; floribus paniculatis. (Tabula 360.)

Jacaranda arbor, polyphylla, maximè procera. Barr. Fran. Equin. 61.
Arbor trunco centum-pedali, ad ſummitatem ramoſo ; ramis eredis, hinc & indè ſparſis. Folia ampla, alterna, digitata; foliolis odo, eredis, inæqualibus, ovato-oblongis, acutis, undulatis, rigidis, integerrimis, ſupernè glabris, viridibus, infernè fulvis, ſubtomentofis, baſi plicatis, pedicellatis, pedicellis in orbem diſpoſitis, ad apicem petioli longiſſimi, cylindracei, inferne membranacci, coriacei, amplexi-caulis. Flores paniculati, terminates & axillares : panicula ex axilla vaginæ latæ, membranaccæ egreditur. Rami & ramusculi ad baſim ſquamulâ muniuntur. Involucrum minimum, umbella: ſeptem aut odo-floræ. Fructus ; bacca ſubrotunda, compreſſa, diſperma, aut triſperma, quatuor laciniis calicis, & duobus ſtylis coronata. Semina plana, ſemi-orbiculata.
Fructum ferebat Maio nondùm maturum. Lignum albicans, leve; aromaticum. Folia itidem & fructus.
Habitat Caiennæ & in ſylvis Guianæ. Reperitur etiam in ſylvis inſulæ Sandominicanæ.
Nomen Caribæum MOROTOTONI' ; Gallicum ARBRE DE MAI, ou DE S. JEAN'.
L'ARBRE DE MAI. (Plance 360.)
Le Morototoni eſt un arbre de très haute futaye. Son tronc eſt couvert d'une écorce blanchâtre, & s'élève à environ cent pieds, quoiqu'il n'ait que deux pieds de diamètre. Son bois eſt blanc, peu ferre, léger & moelleux au centre. Il n'a de branches qu'au ſommet ; elles s'étendent de toute part & ſe redreſſent ; elles repréſentent une tête arrondie. à l'extrémité des branches naiſſent pluſieurs feuilles palmées, alternes, dont le pédicule forme à ſa naiſſance une gaîne qui embraſſe preſque toute la circonférence de la branche. Cette gaîne ſe prolonge au deſſus de l'aiſſelle de la feuille d'environ demi-pouce. Elle eſt coriace, droite, terminée en pointe. Le pédicule a un pied & quelques pouces de longueur ; il eſt cylindrique, & porte huit lobes diſpoſés en main ouverte, autour d'un diſque charnu qui le termine. Les lobes ſont inégaux, les plus grands out huit pouces de longueur, ſur trois de largeur. Ils ſont oblongs, ovales, fermés, ondes ſur leurs bords, plies à leur naiſſance, & termines en pointe. Leur couleur eſt verte en deſſus, & comme dorée en deſſous, par un duvet doux au toucher, & roux. Leurs pédicules particuliers ſont fermés ; ils ont depuis un pouce juſqu'à deux pouces & demi de longueur. Ces lobes épanouis ſont toujours tournes vers le ciel par leur ſurface ſupérieure. à l'extrémité des rameaux ſont ſept à huit grandes panicules de fleurs, dont chaque branche, ainſi que les rameaux, naiſſent de l'aiſſelle d'une écaille courte & roide. Ces rameaux ſe diviſent en pluſieurs bouquets alternes. Chaque bouquet eſt compoſé de ſept à huit fleurs diſpoſés en manière de petite ombelle. La fleur étoit paſſée. Je n'en ai obſervé que le fruit. Il m'a paru que l'ovaire portoit les pétales & les étamines. Il étoit couronne par quatre petites dents. Il conſervoit encore deux styles grêles, courbes & oppoſés. Le fruit, qui n'étoit pas encore dans ſa parfaite maturité, étoit arrondi, couronne, comprimé ſur deux faces, marqué d'un ſillon dans ſa longueur, & ſe diviſoit en deux parties dures & un peu coriaces qui contenoient chacune une ſemence. Quelquefois ce fruit eſt triangulaire, & pour-lors il ſe diviſe en trois parties.
Le bois, les feuilles & les fruits & cet arbre ſont aromatiques. J'ignore les uſages auxquels il eſt employé, & je penſe qu'il ne ſaut pas le confondre avec le Jacaranda de Marcgrave.
Cet arbre eſt nommé par les Créoles & les Nègres ARBRE DE MAI, ou ARBRE DE S. JEAN.
On le trouve dans les taillis de l'île de Caïenne, où il s'élève au plus à vingt-cinq pieds de haut : il eſt rare qu'il porte des fleurs.
Les arbres, que j'ai examinés & décris, croiſſent en quantité à plus de quarante lieues du bord de la mer, dans les grandes forêts déſertes qui ſont vers la ſource de la crique des Galibis. J'ai auſſi obſervé cet arbre pendant mon ſéjour à Saint-Domingue. Il étoit très haut & on l'appercevoit de fort loin.
II étoit en fruit dans le mois de Mai.

II eſt nommé MOROTOTONI par les Galibis. »
— Fusée-Aublet, 1775.

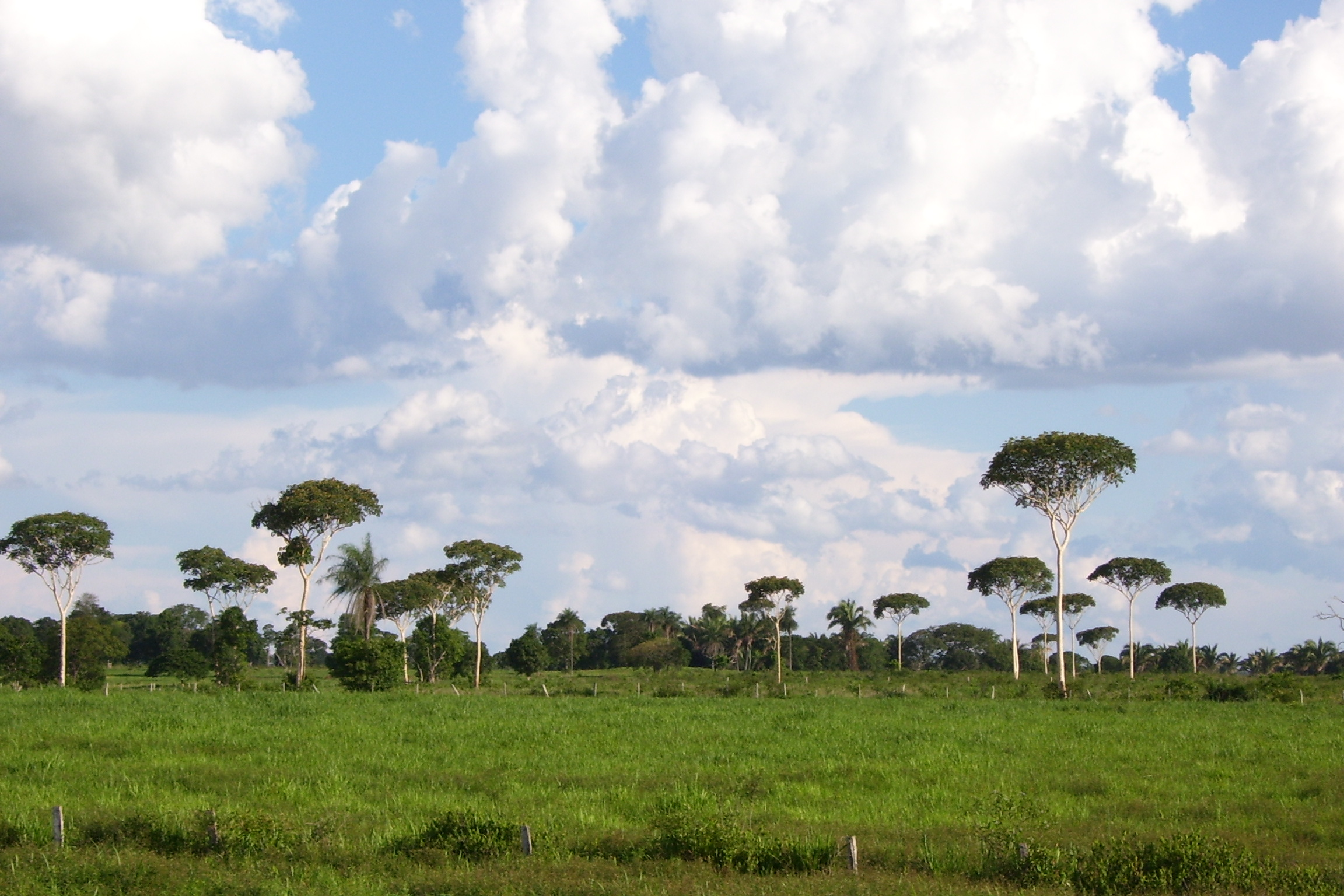
population de Didymopanax morototonii dans un pâturage dans le Cerrado (Mato grosso, Brésil)
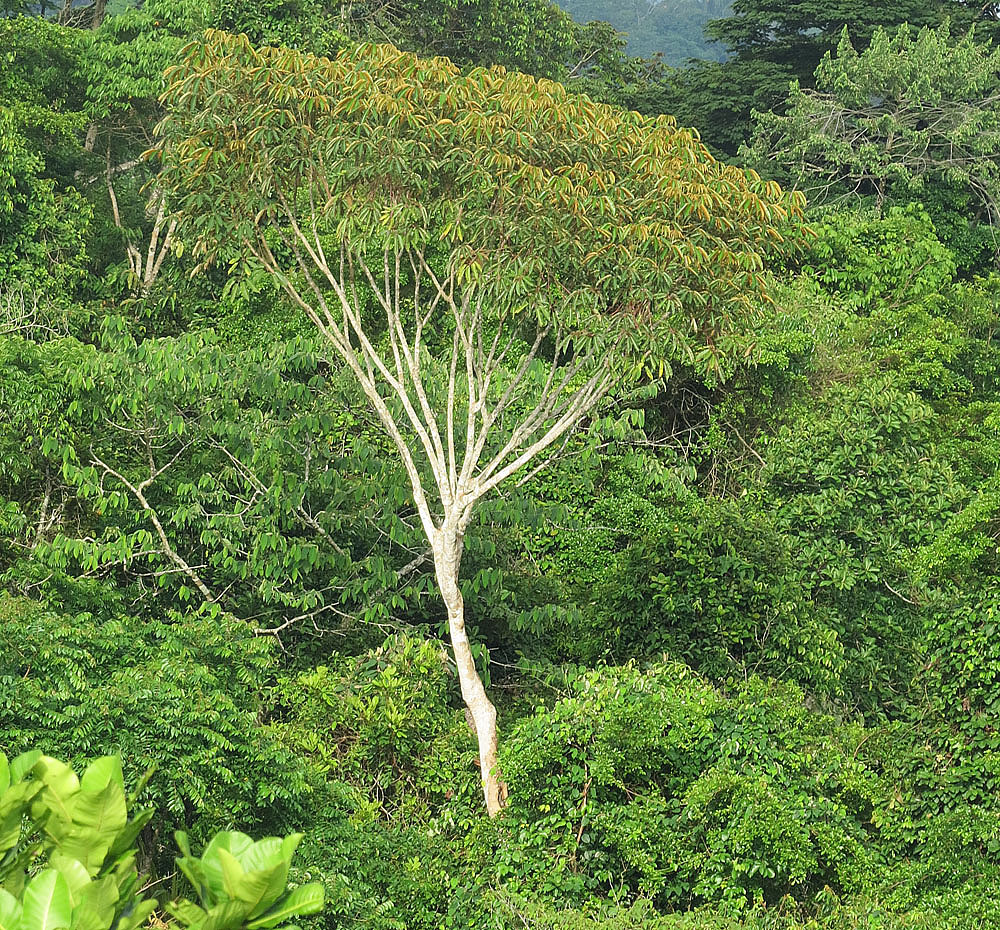
Pied émergeant de Didymopanax morototonii (Yagrumo Macho) au Panama
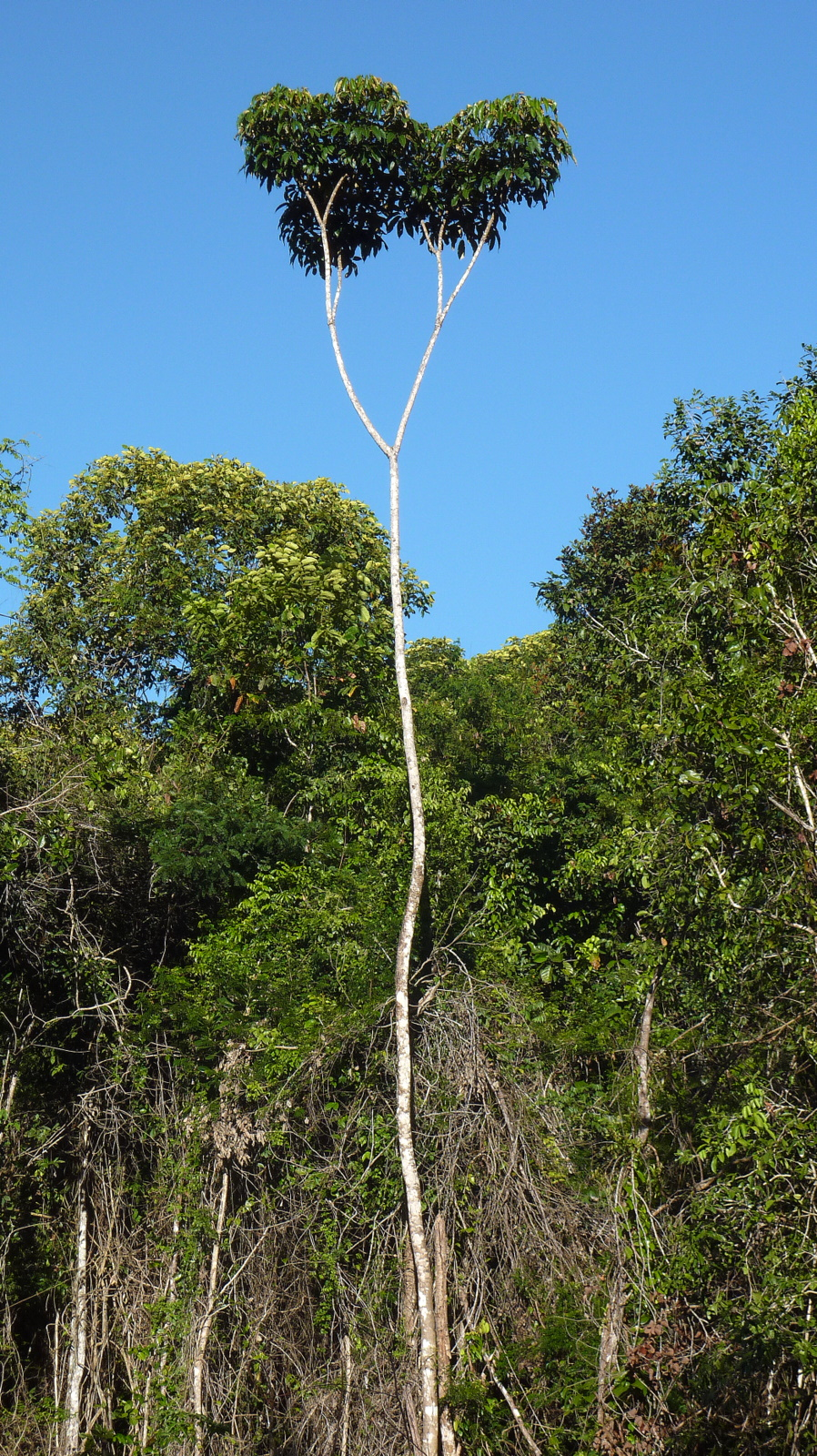
Pied de Didymopanax morototonii
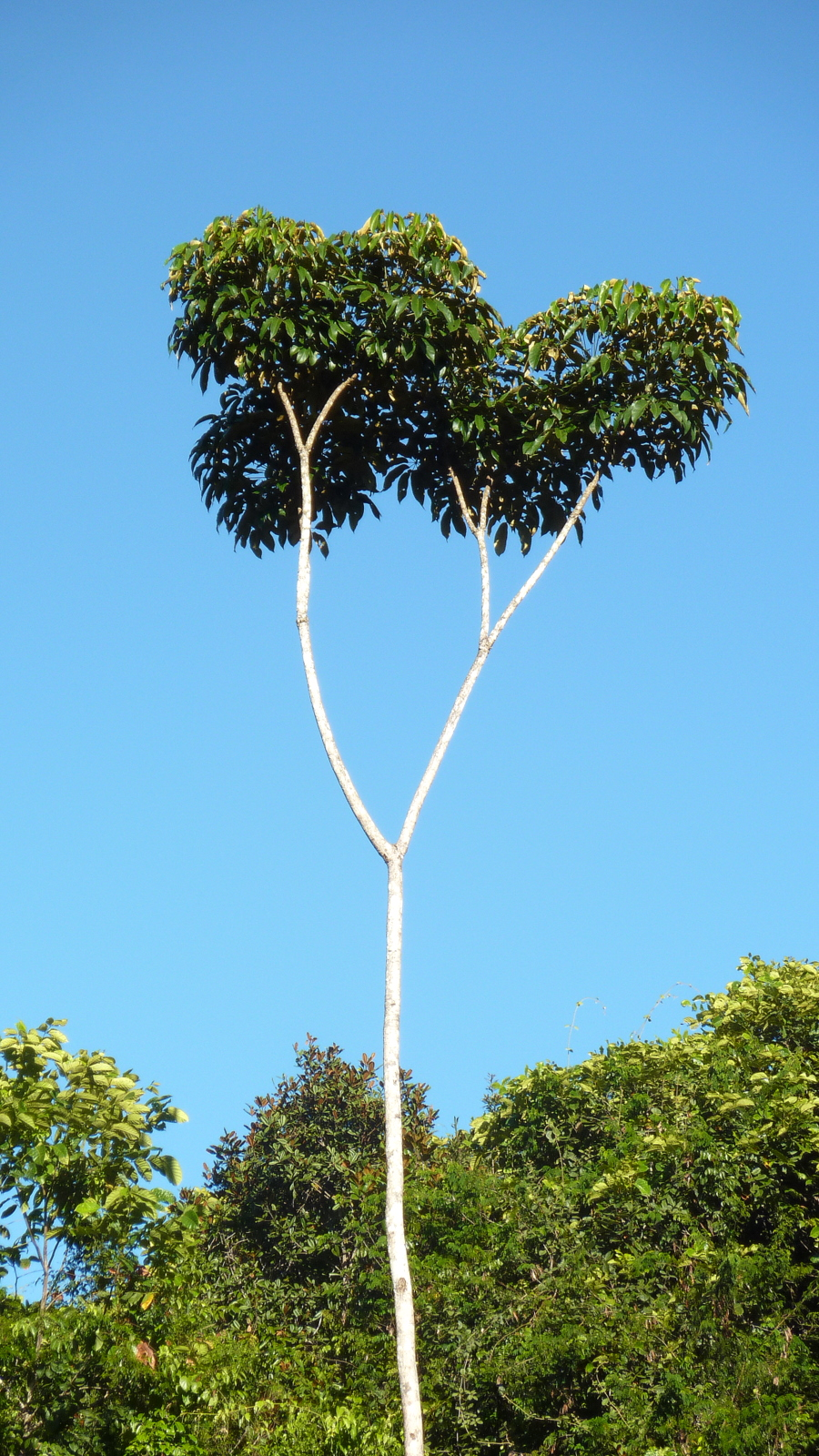
Houppier de Didymopanax morototonii
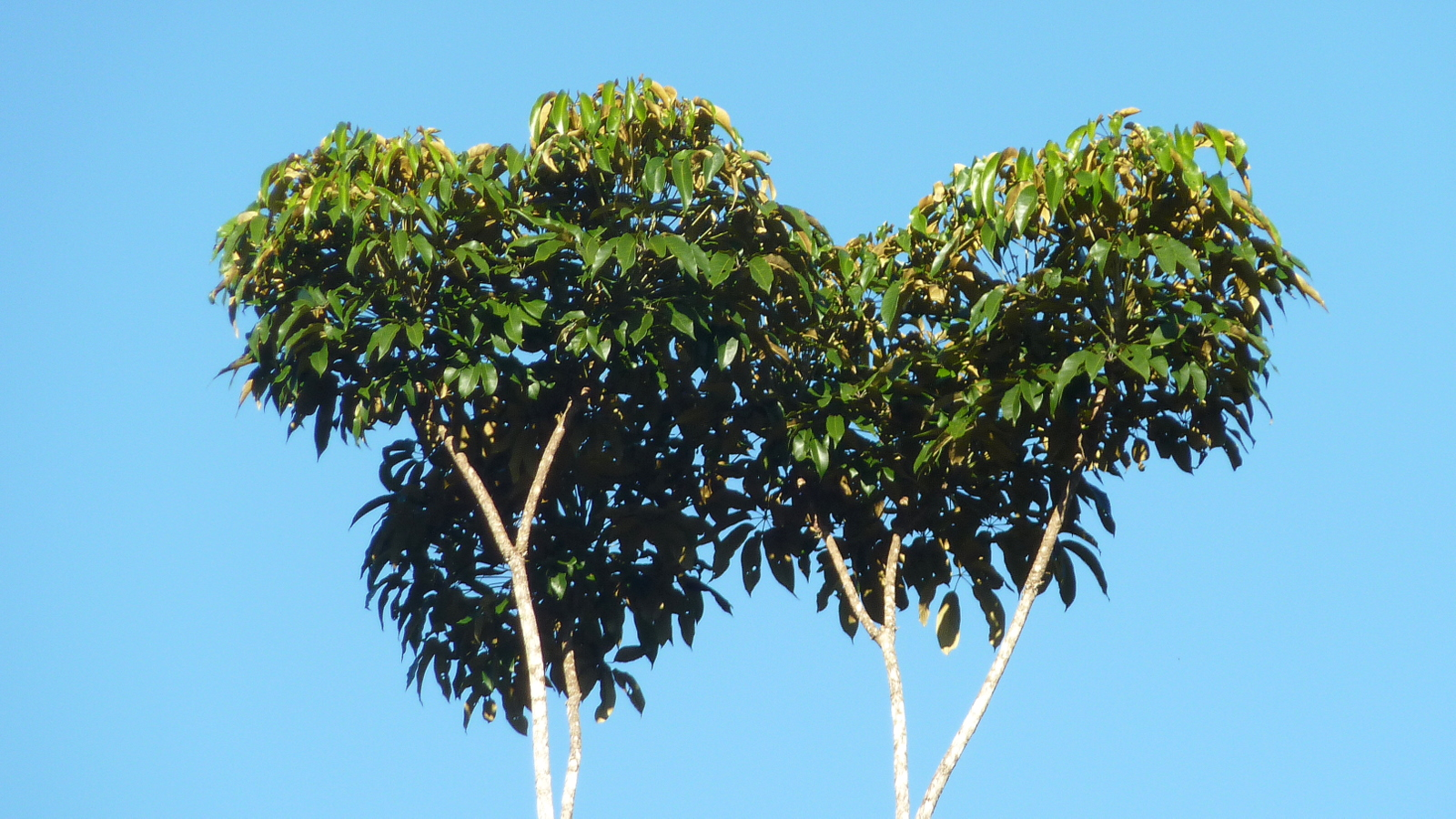
Houppier de Didymopanax morototonii
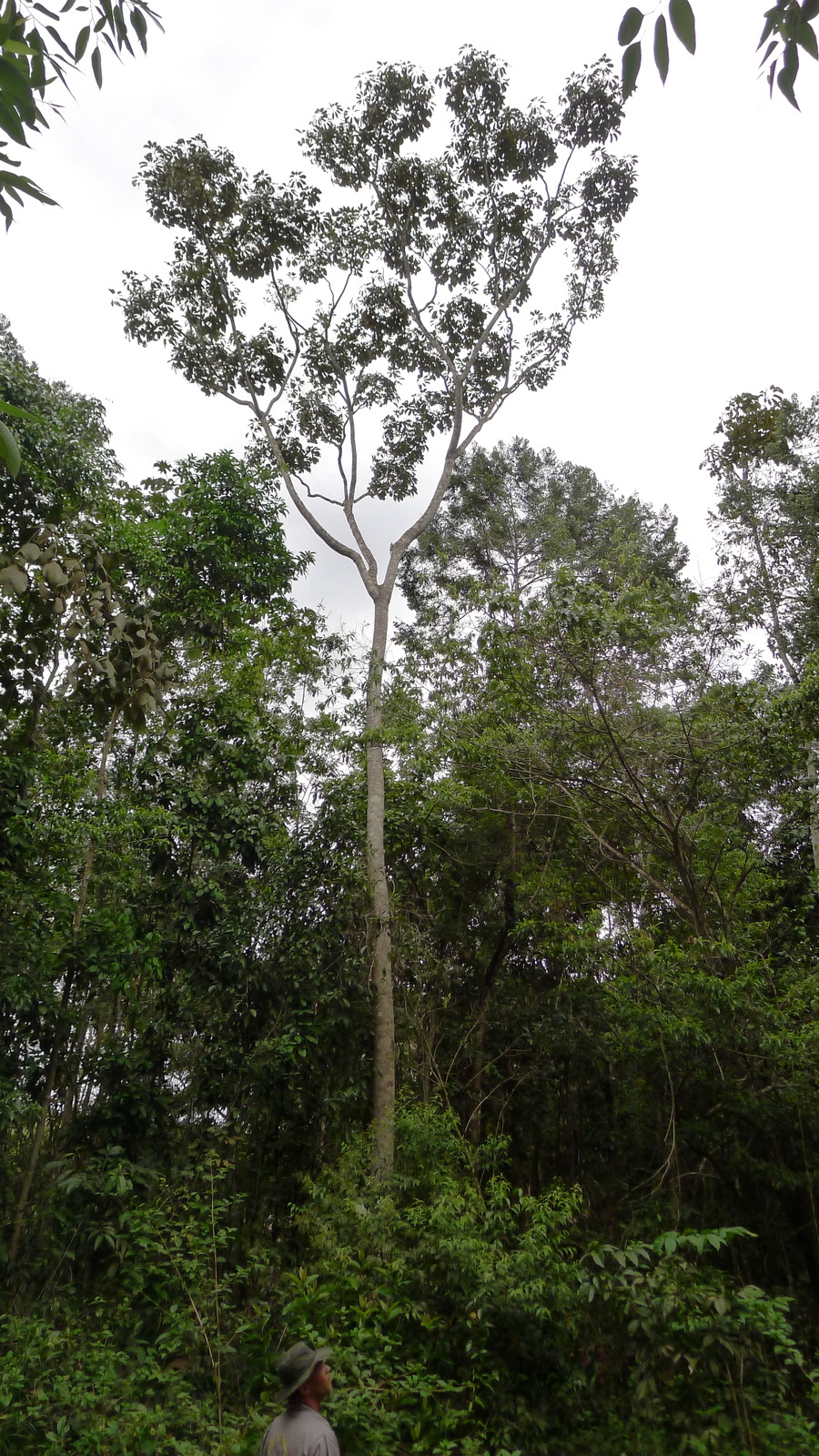
Pied de Didymopanax morototonii
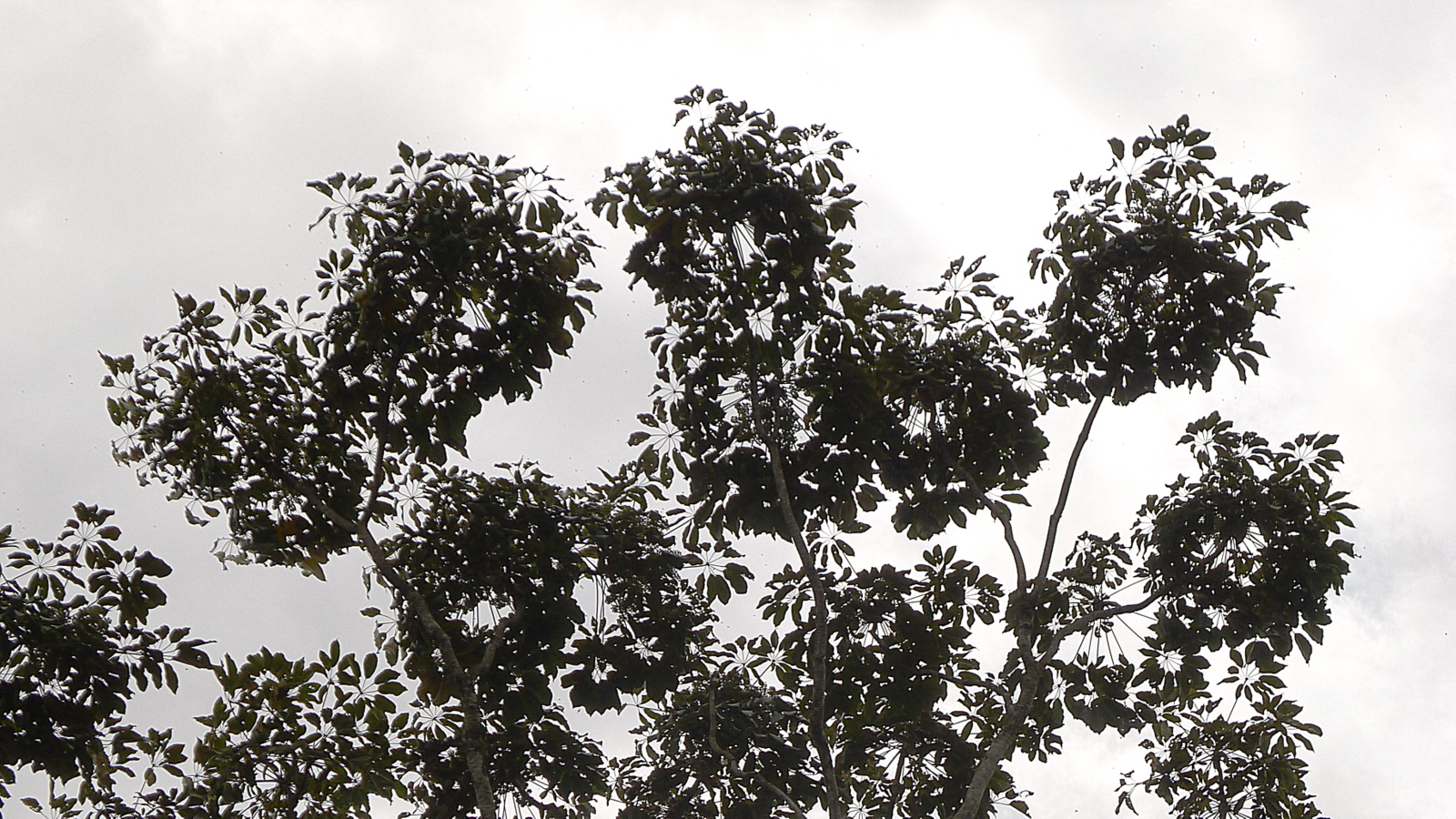
Houppier de Didymopanax morototonii
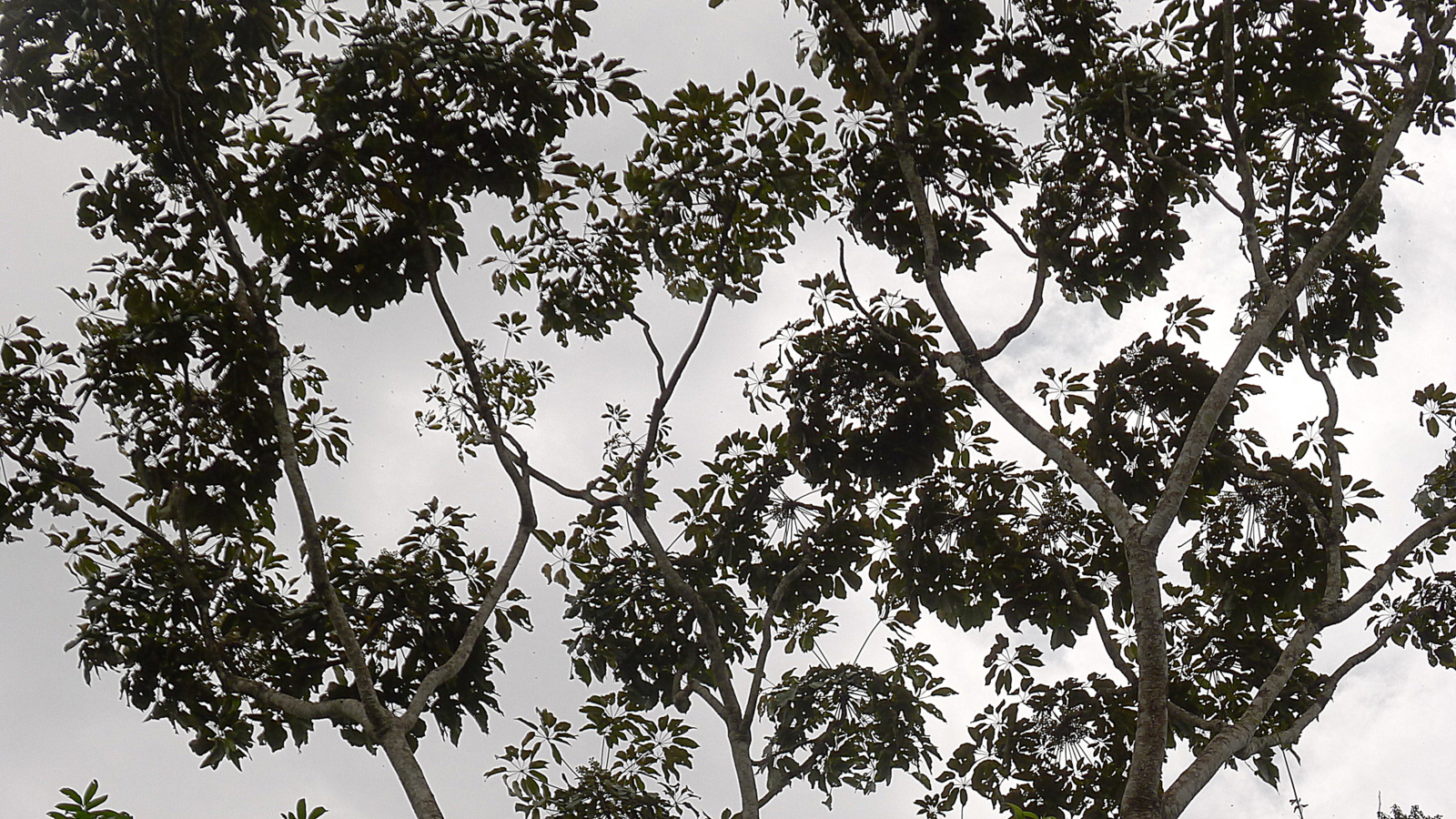
Houppier de Didymopanax morototonii
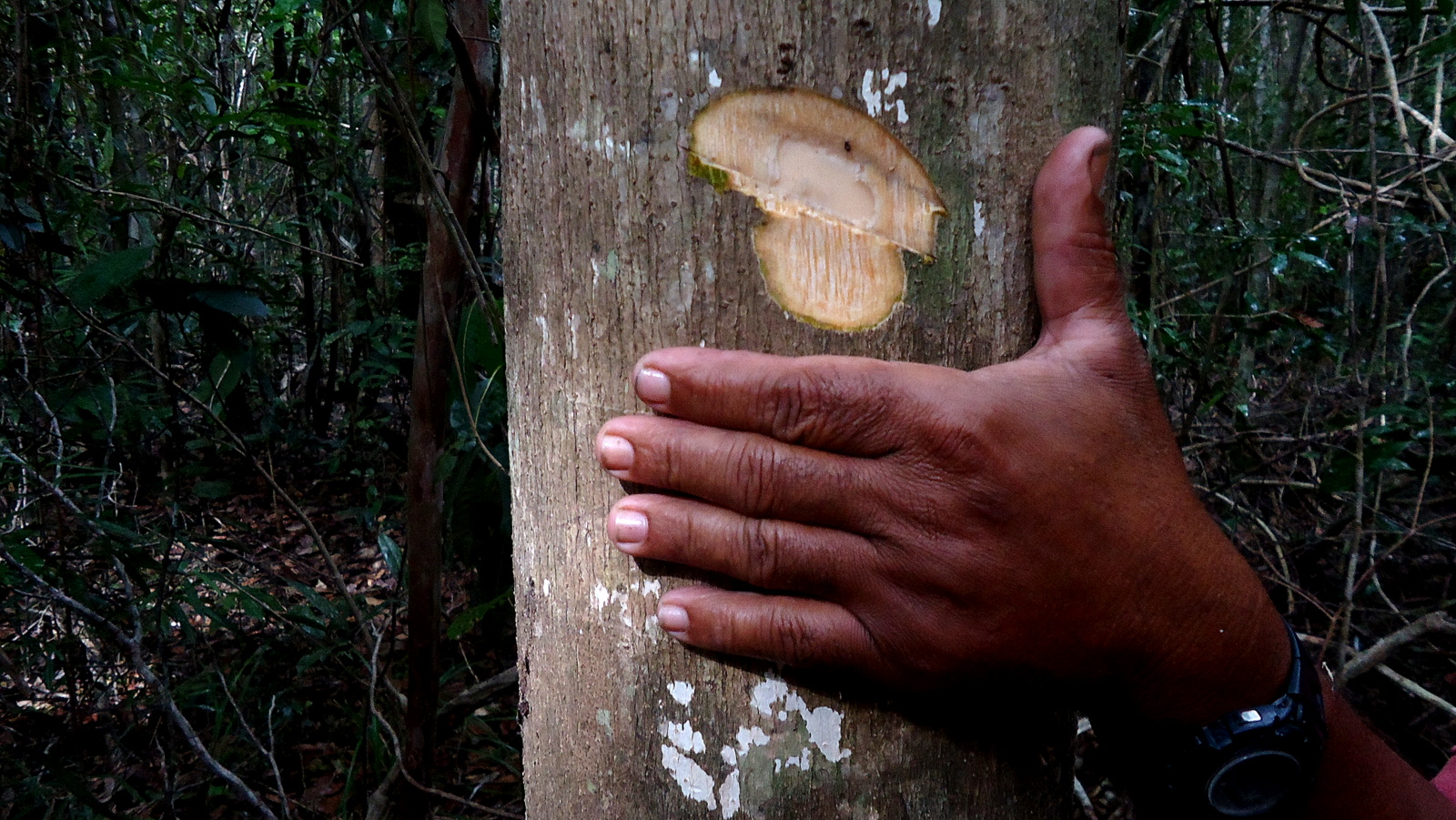
Tronc et flachis de Didymopanax morototonii
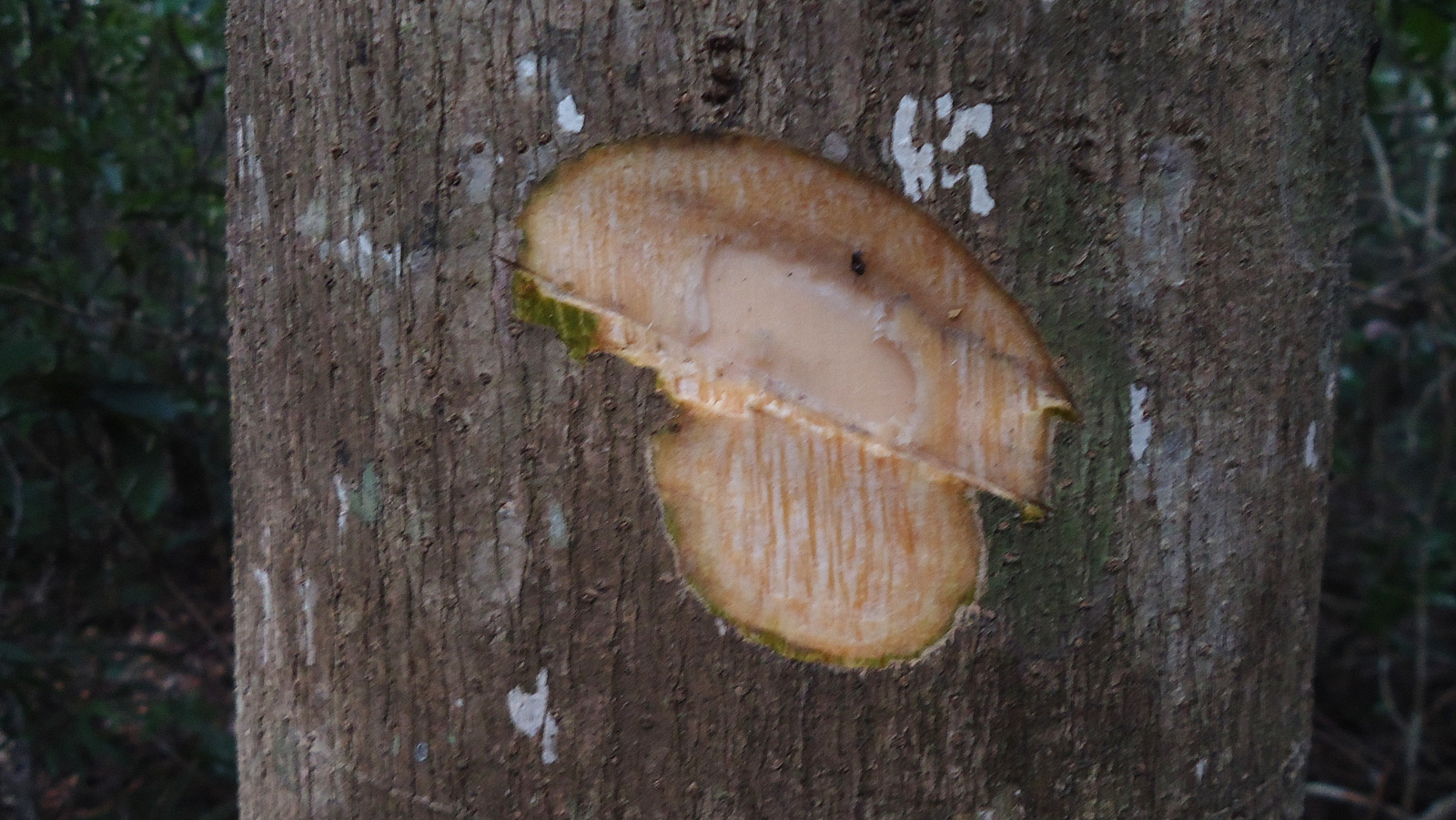
Flachis  de Didymopanax morototonii
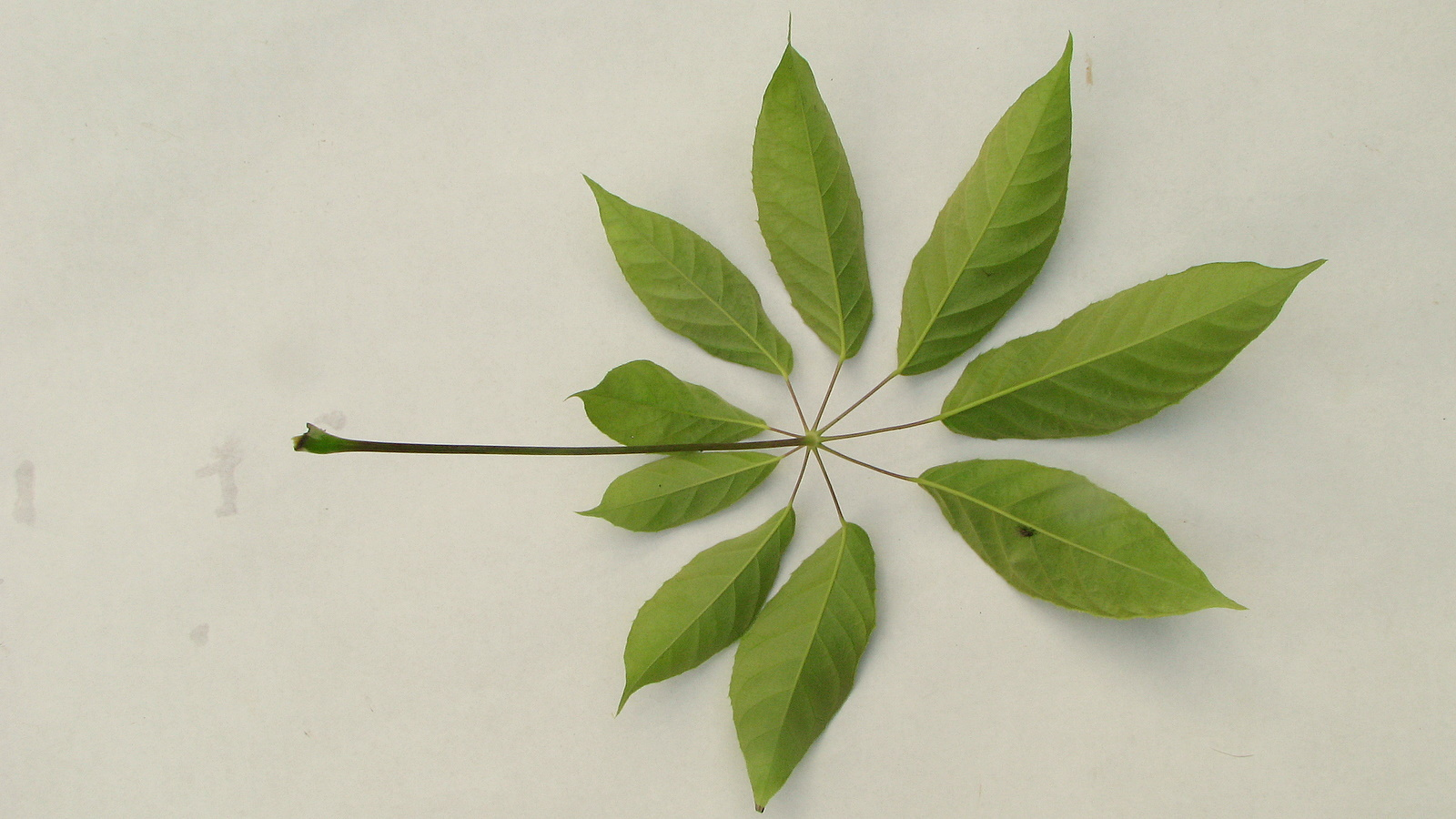
Jeune feuille de Didymopanax morototonii (face inférieure)
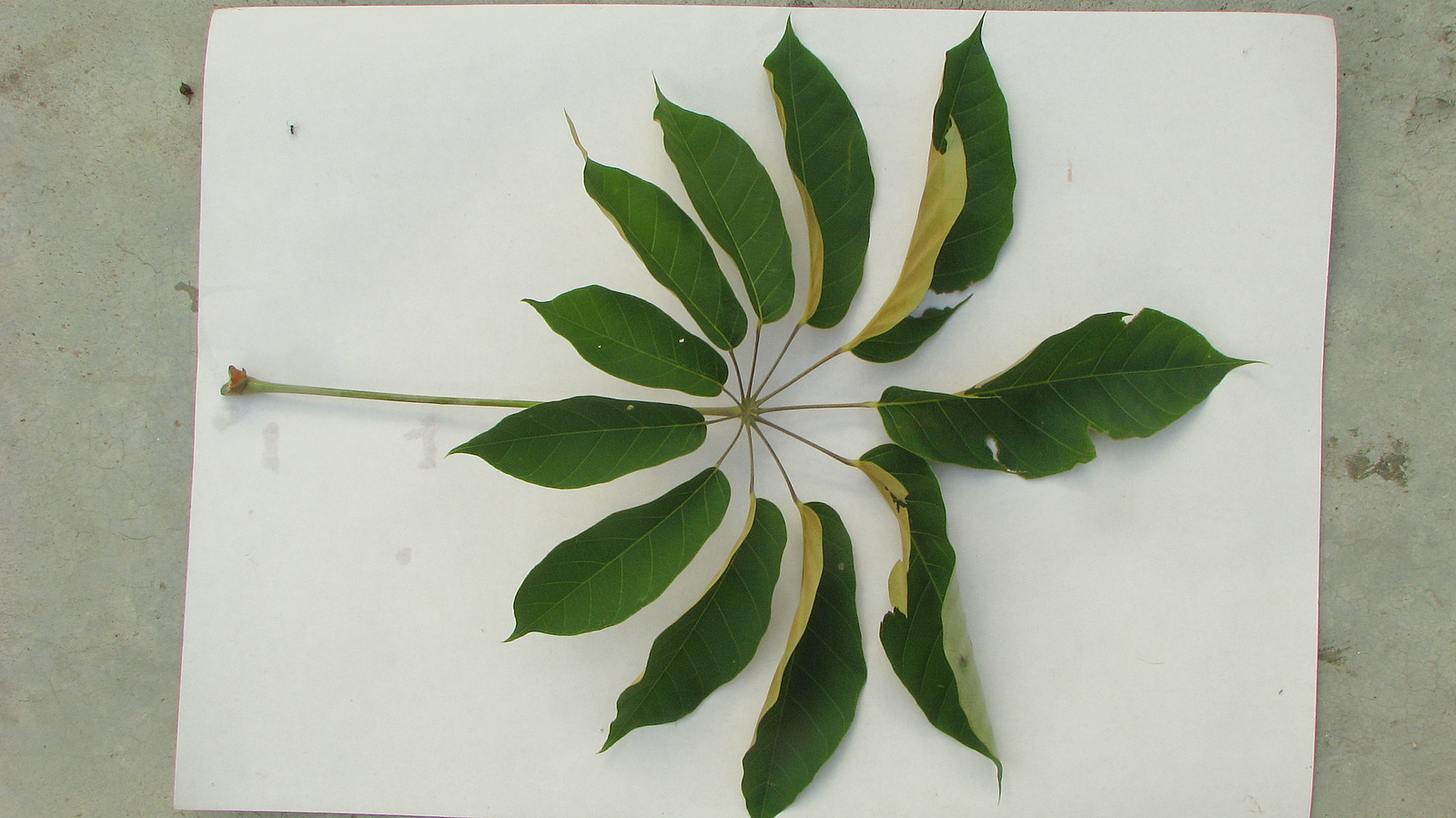
Feuille de Didymopanax morototonii (face supérieure)
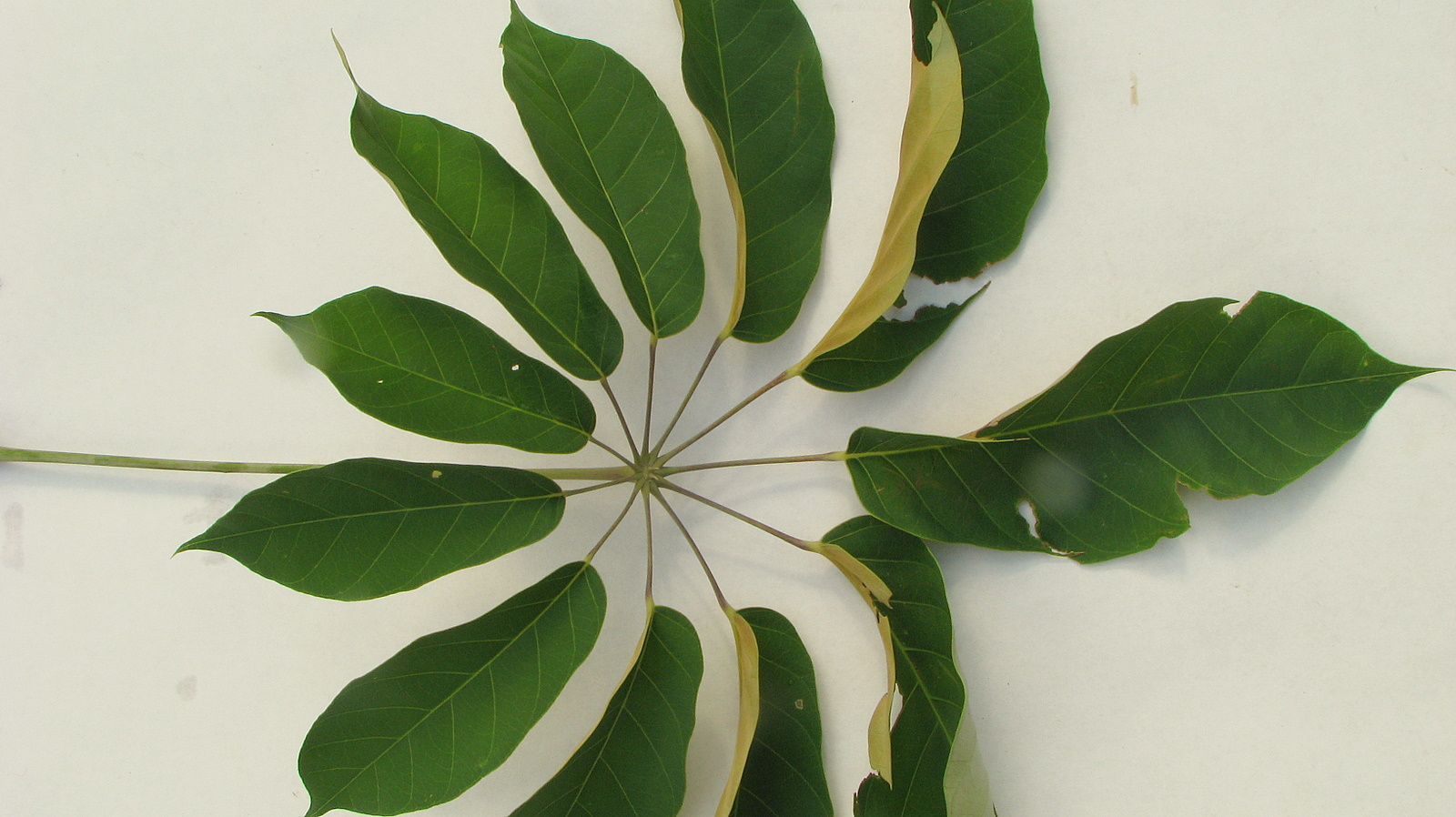
Feuille de Didymopanax morototonii
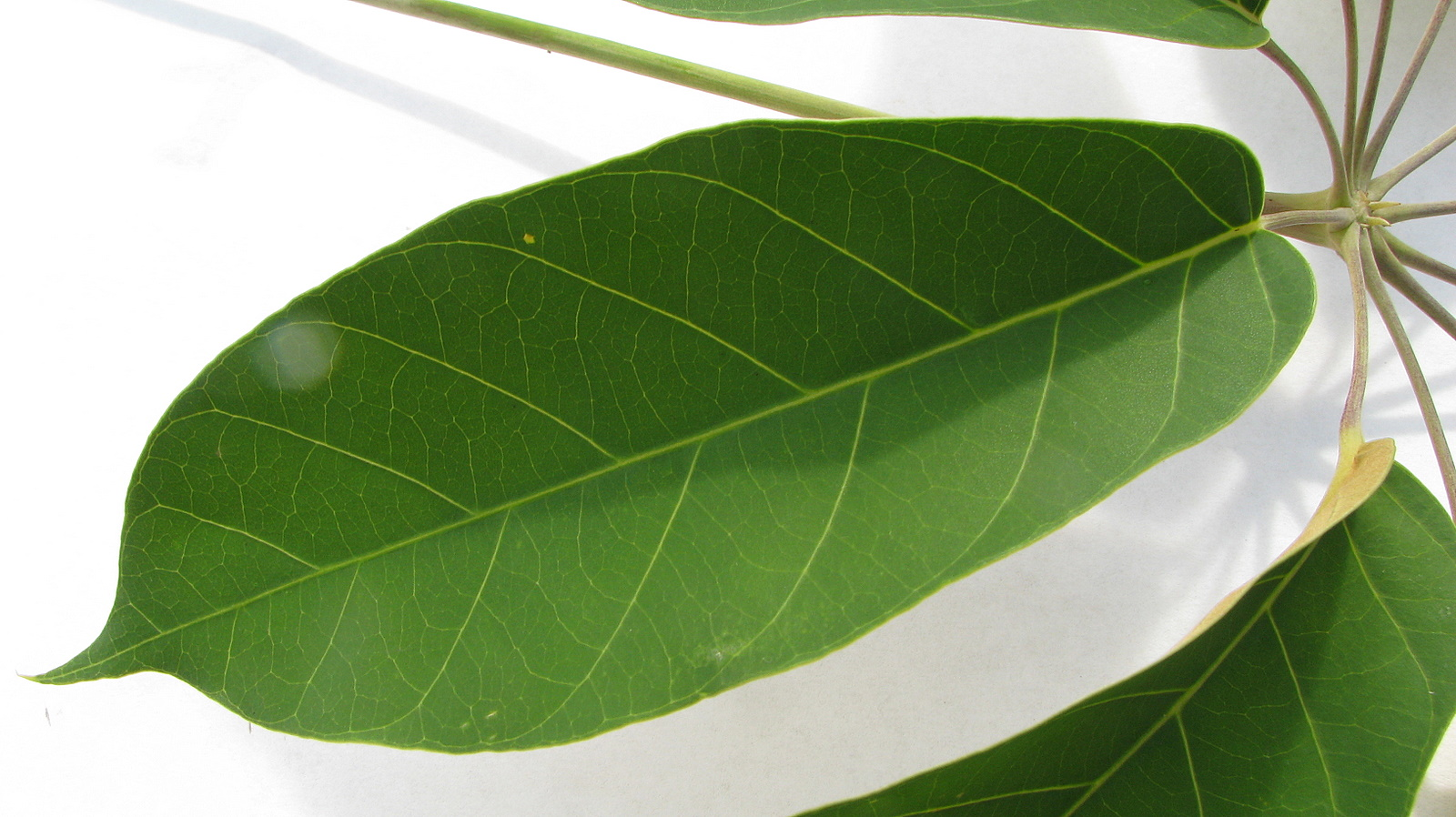
Feuille de Didymopanax morototonii (détail de la face supérieure)
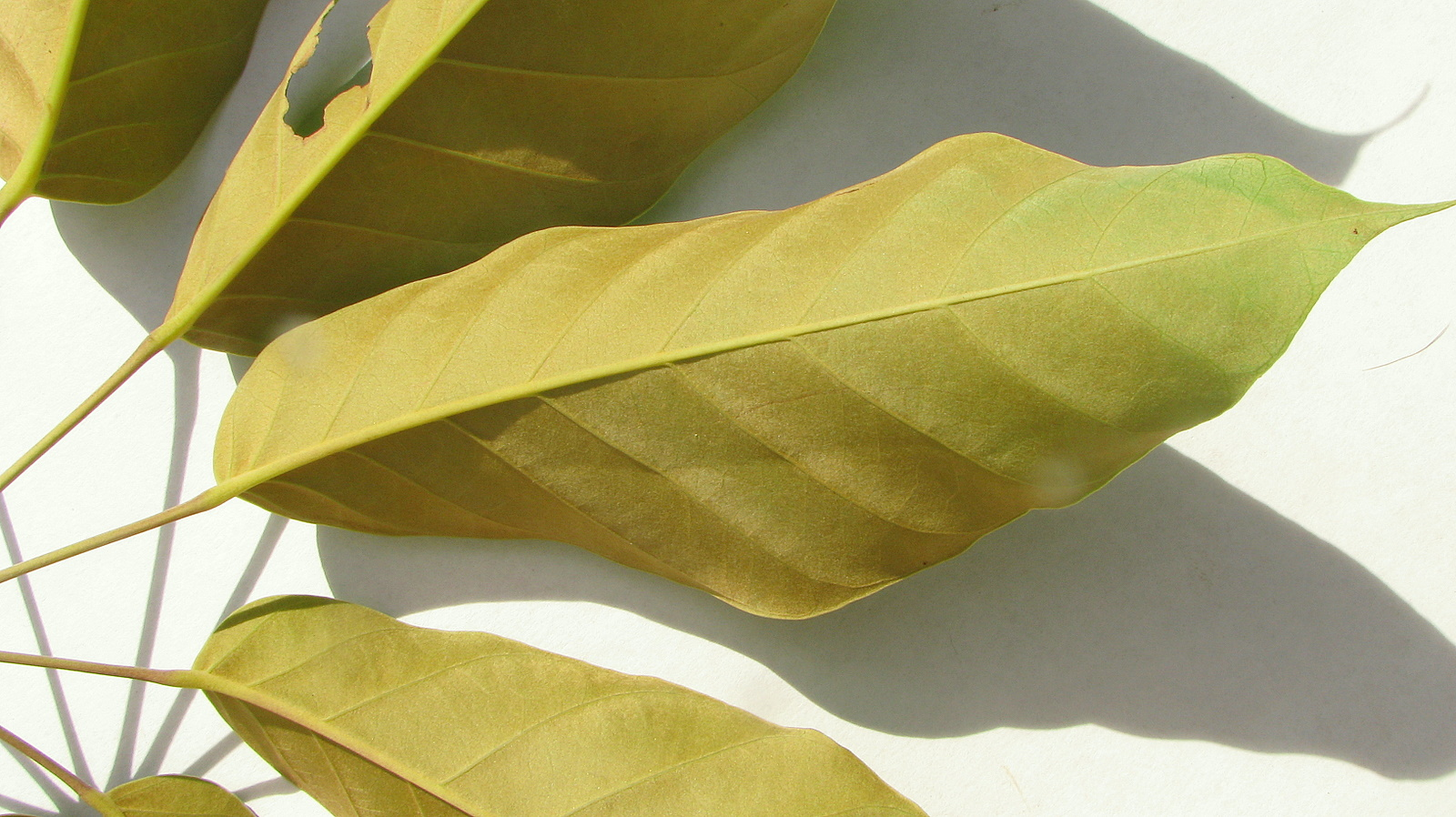
Feuille de Didymopanax morototonii (détail de la face inférieure)
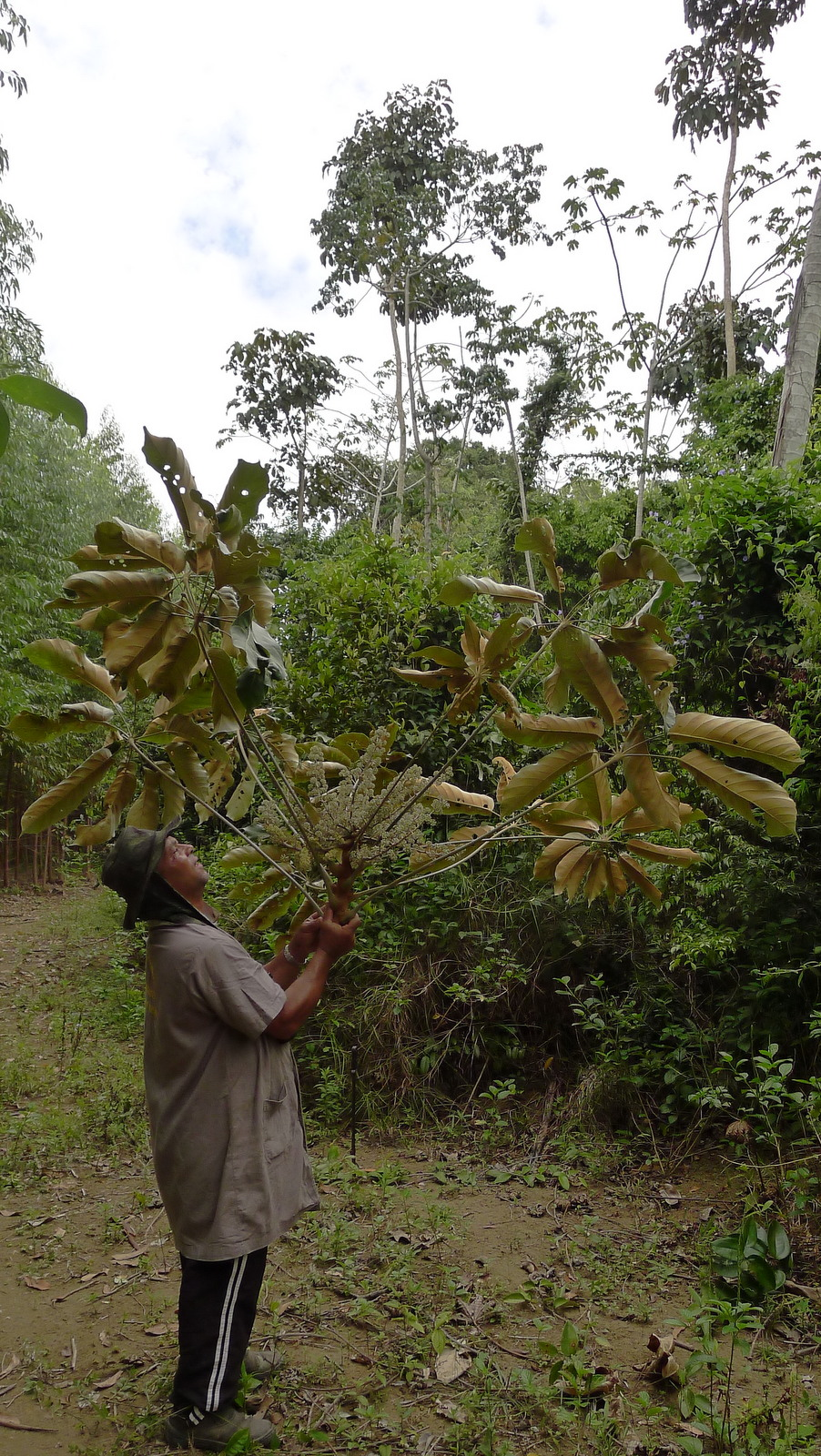
Rameau feuillé de Didymopanax morototonii
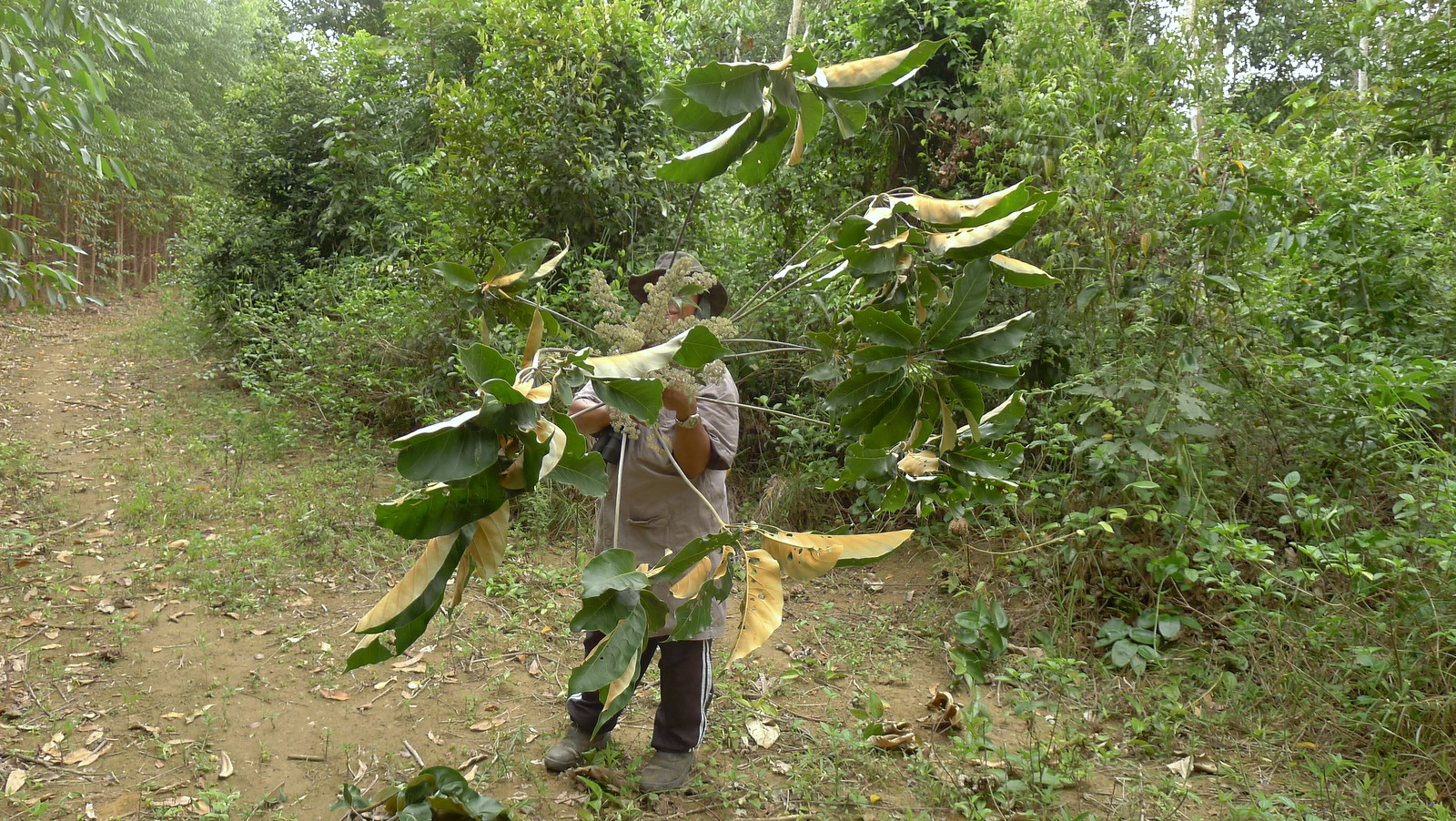
Rameau feuillé et inflorescence de Didymopanax morototonii
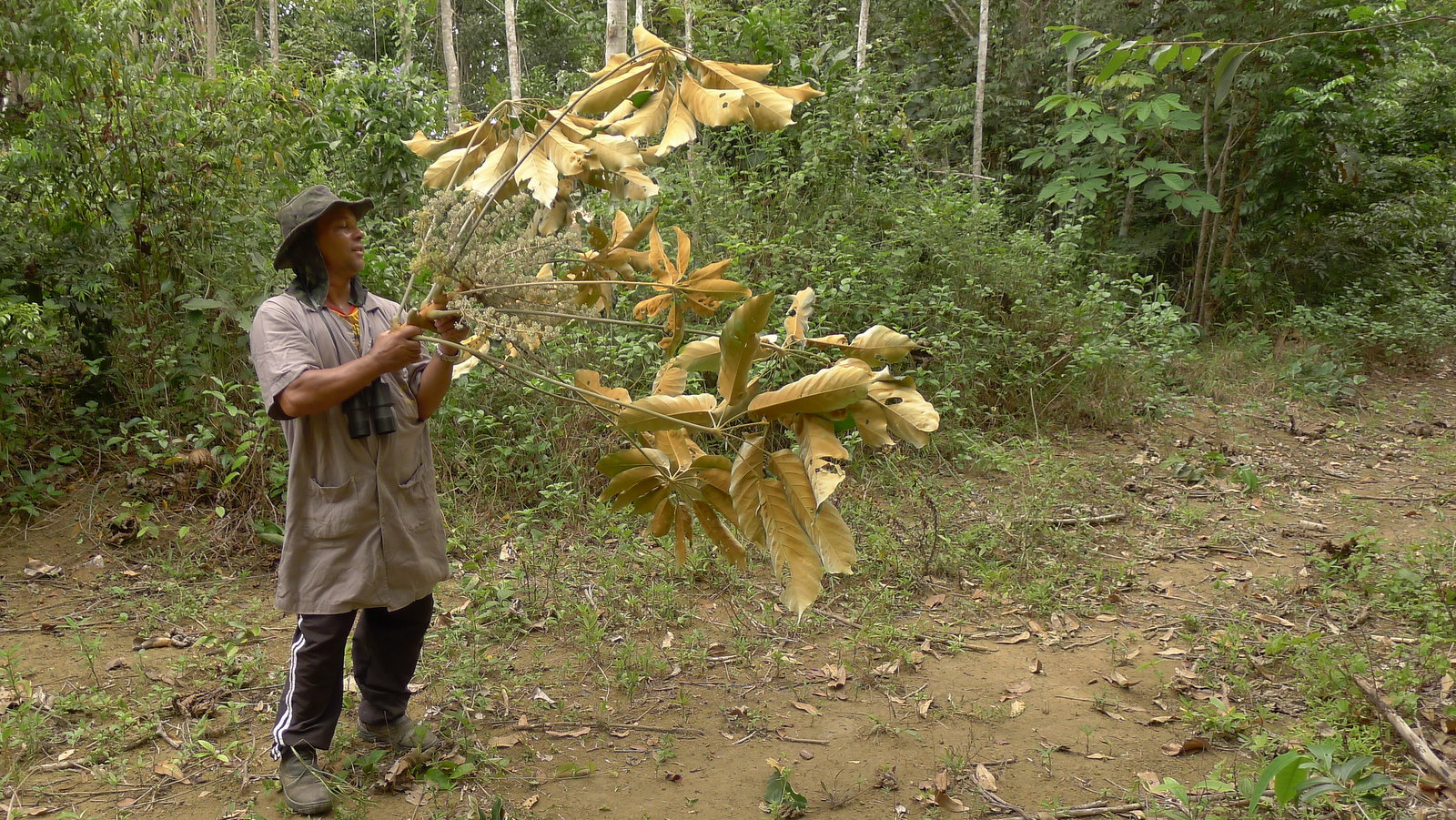
Rameau feuillé et inflorescence de Didymopanax morototonii
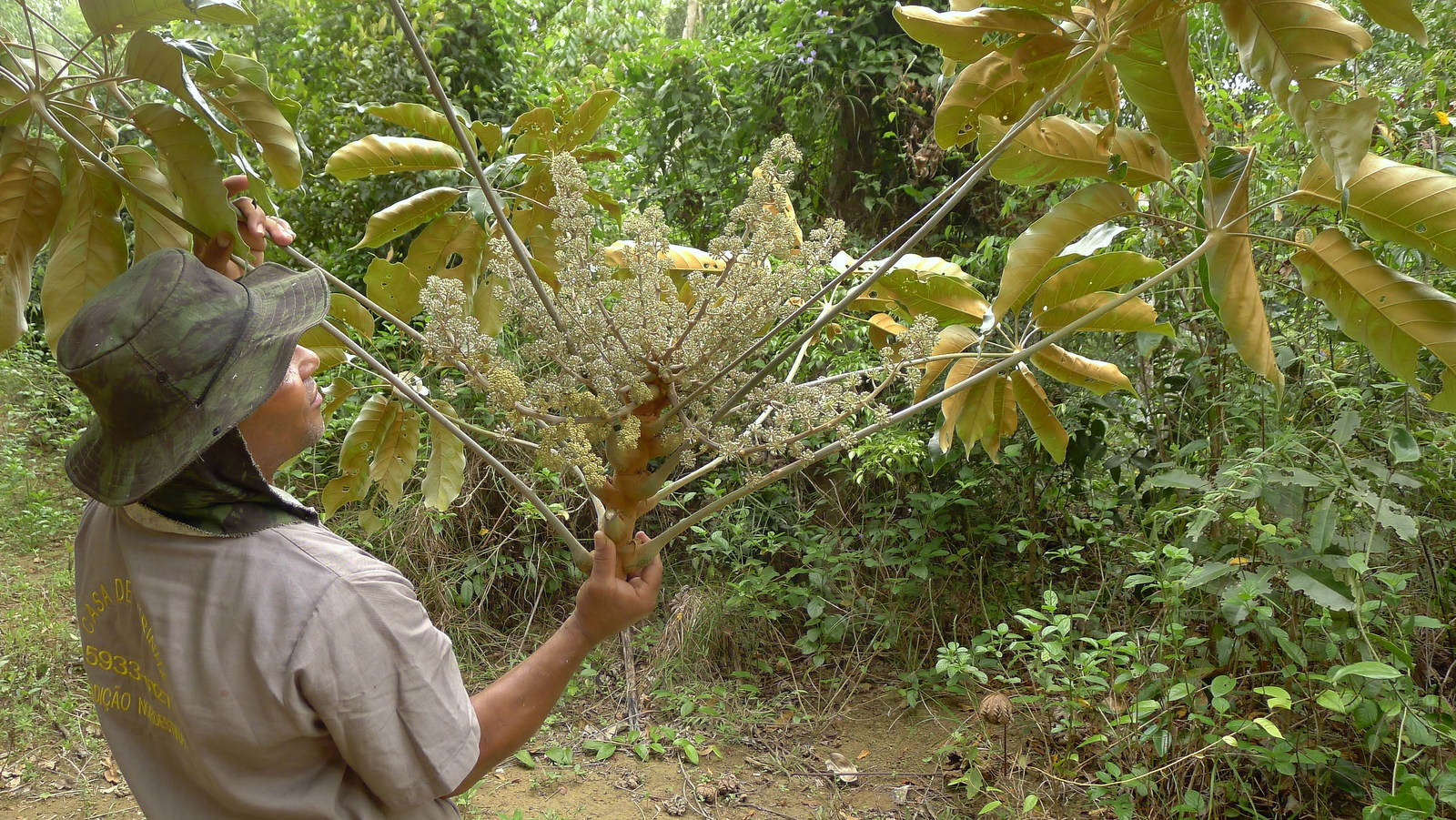
Rameau feuillé et inflorescence de Didymopanax morototonii
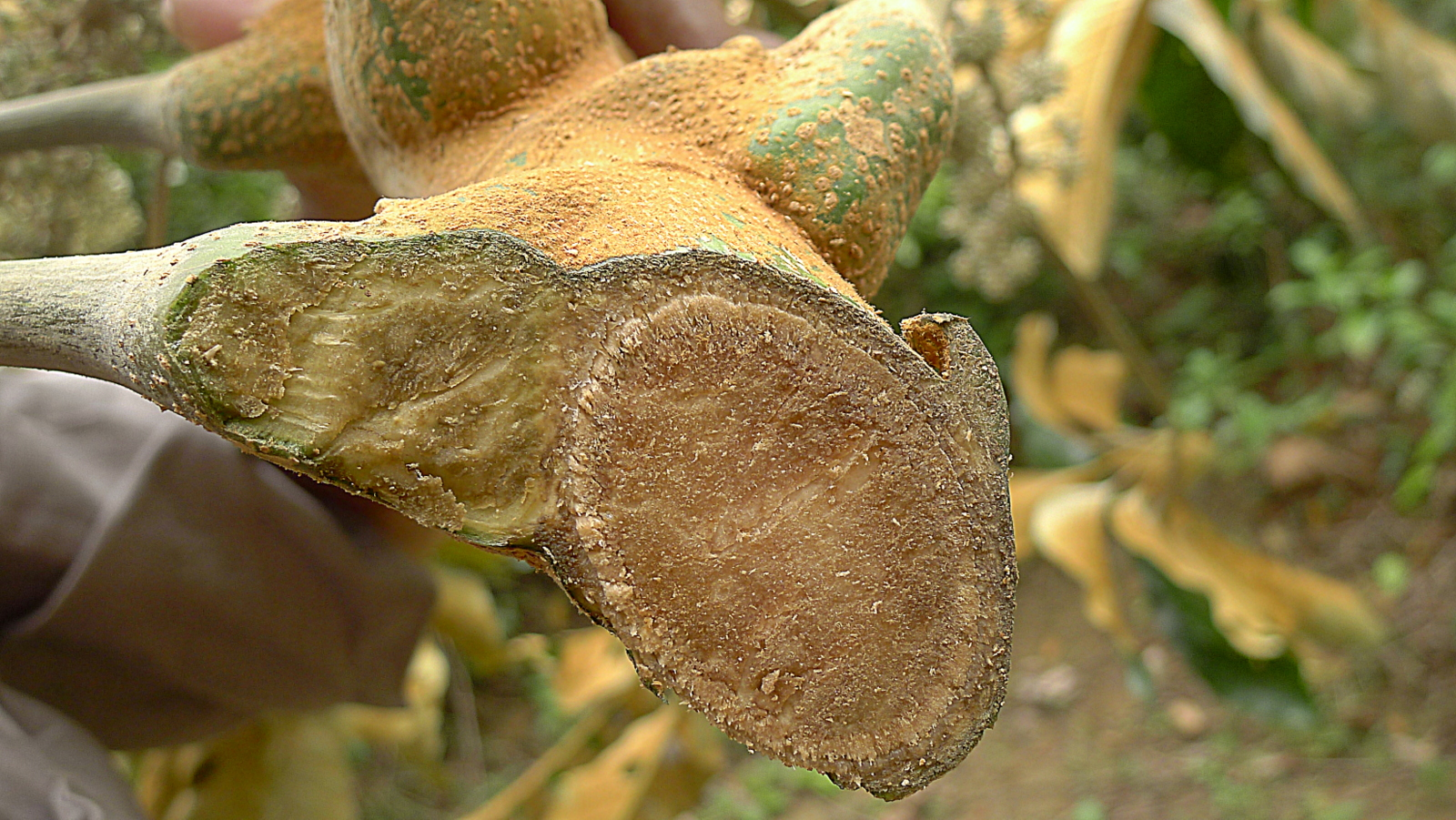
Section de tige de Didymopanax morototonii
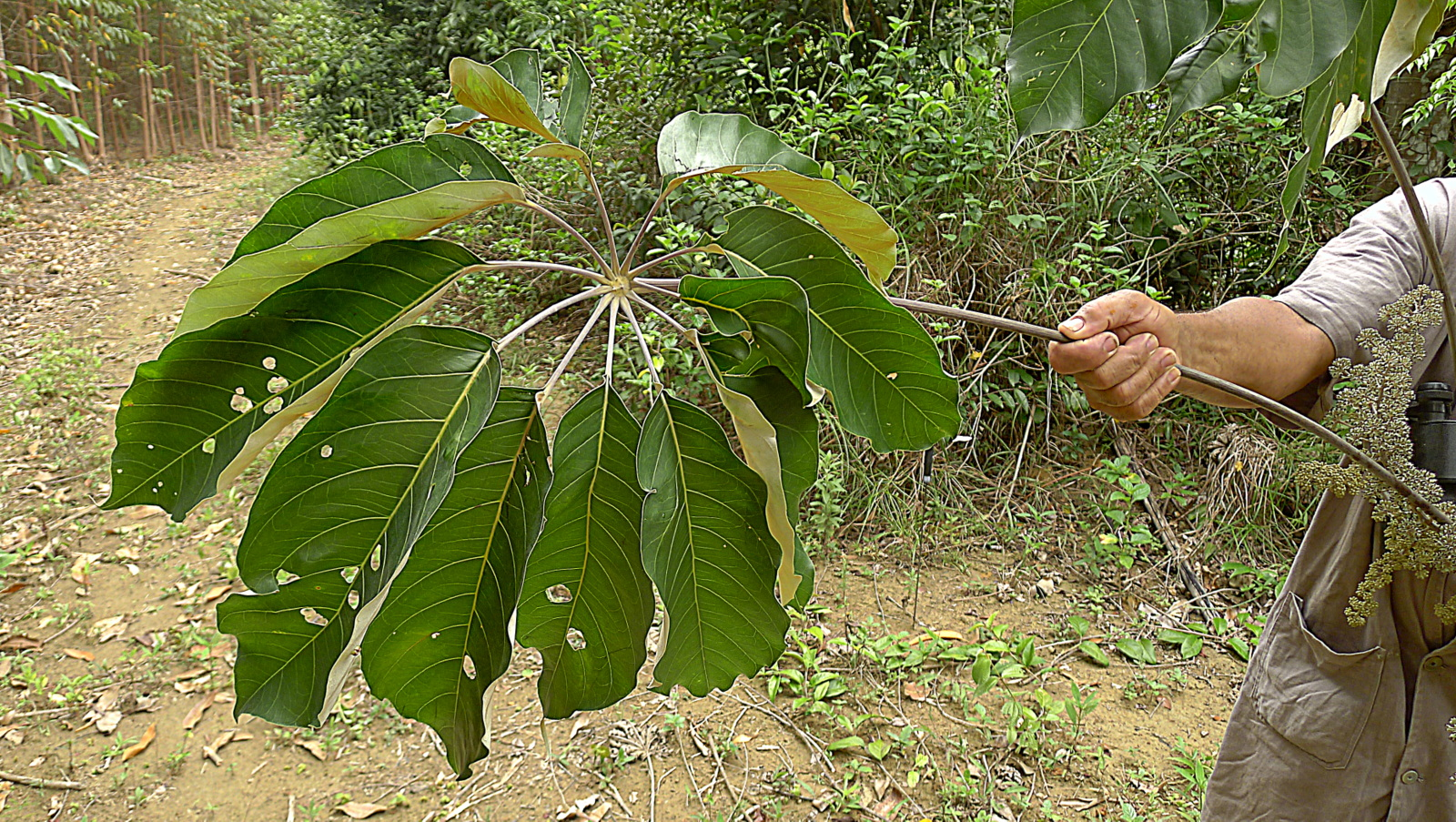
Feuille de Didymopanax morototonii
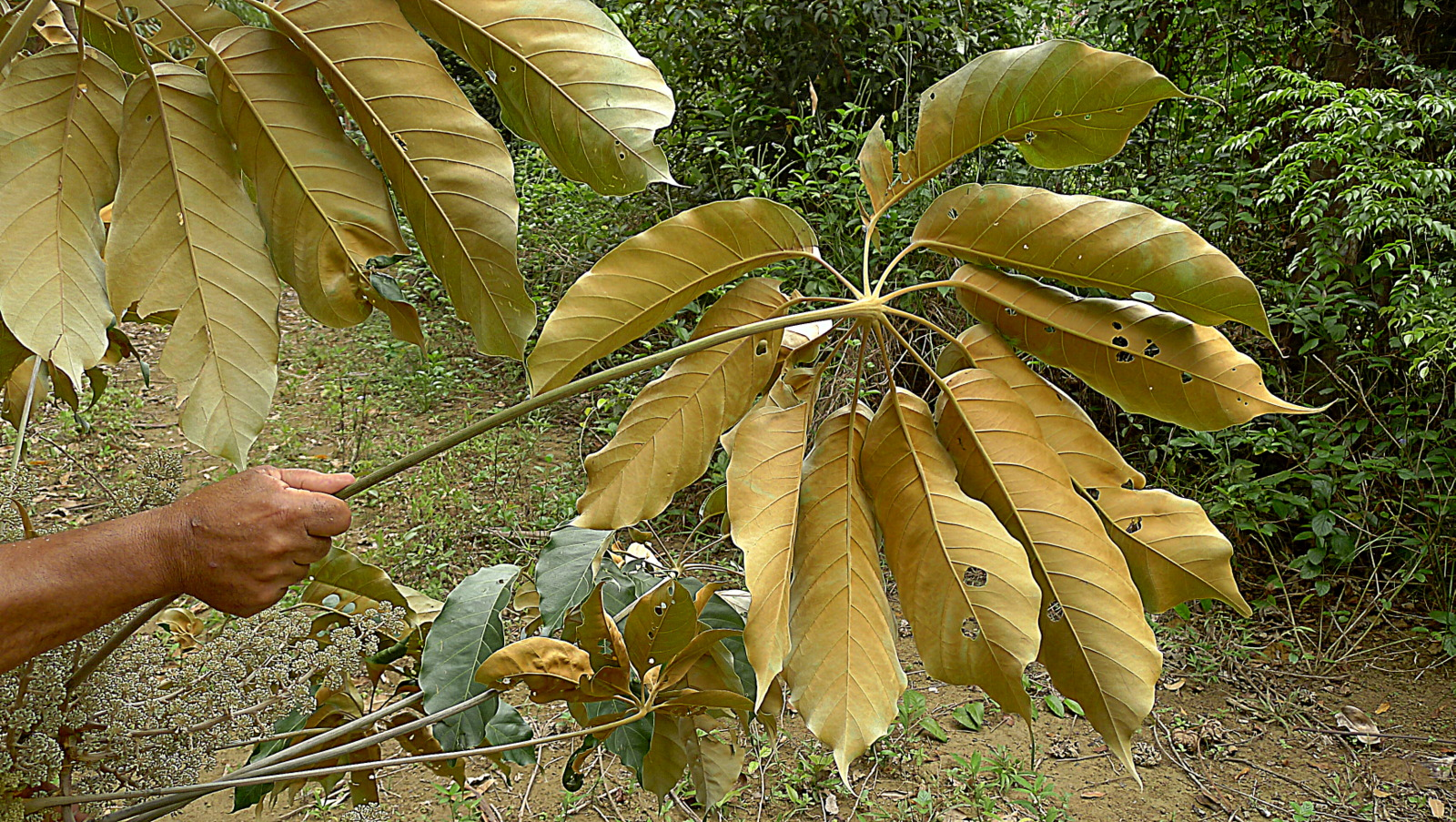
Feuille de Didymopanax morototonii
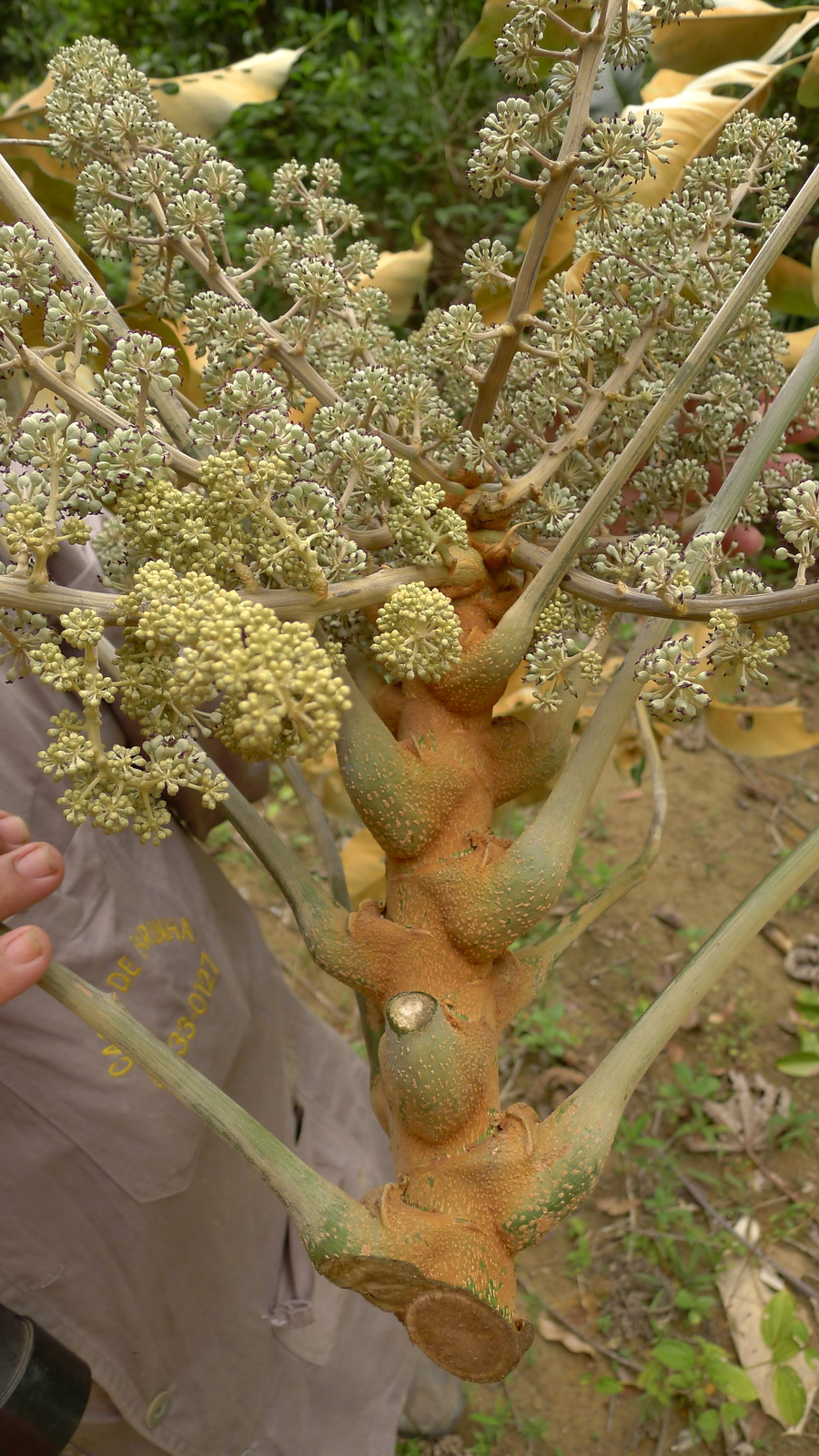
Inflorescence de Didymopanax morototonii (vue d'ensemble)
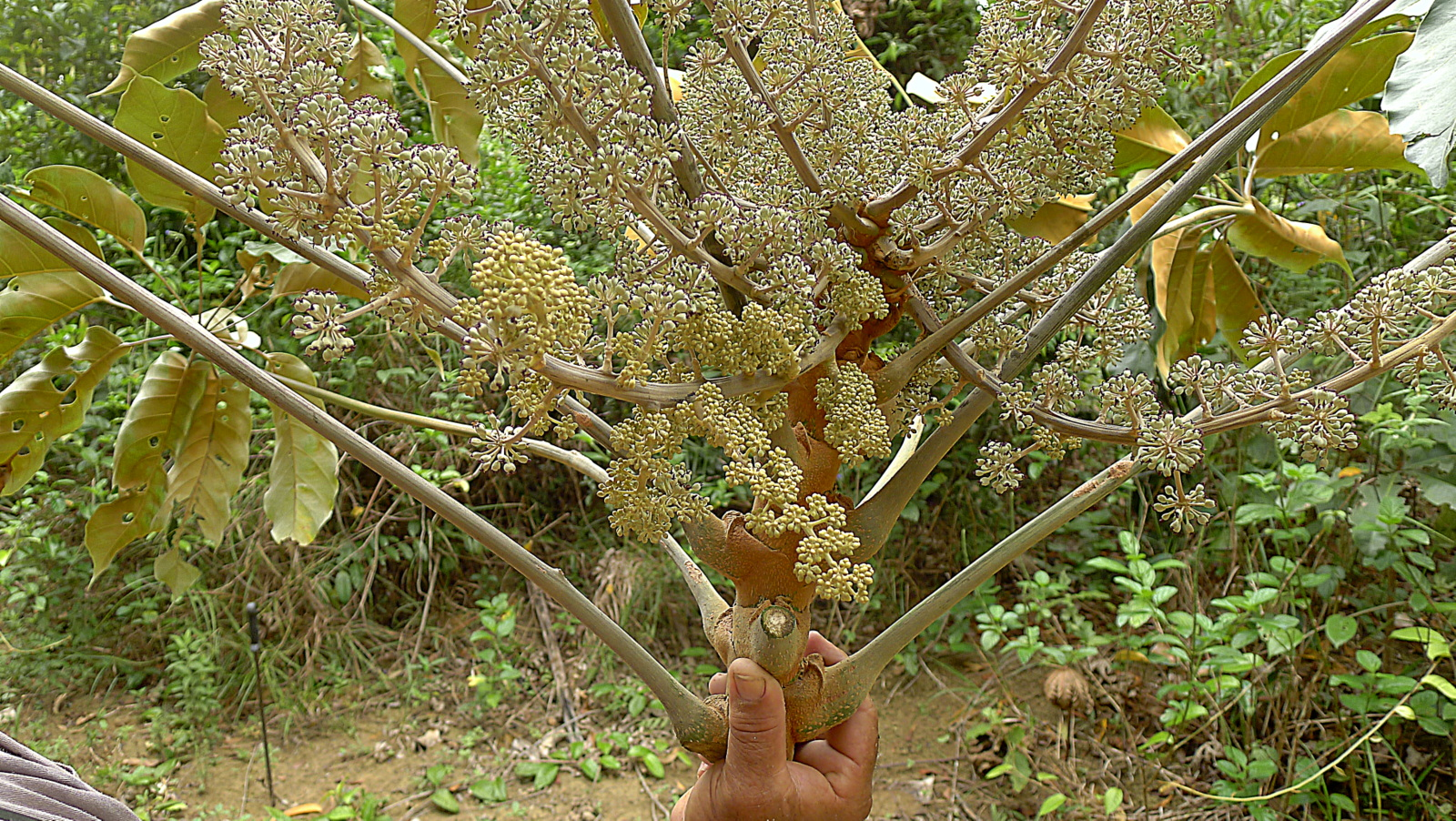
Inflorescence de Didymopanax morototonii (vue d'ensemble)
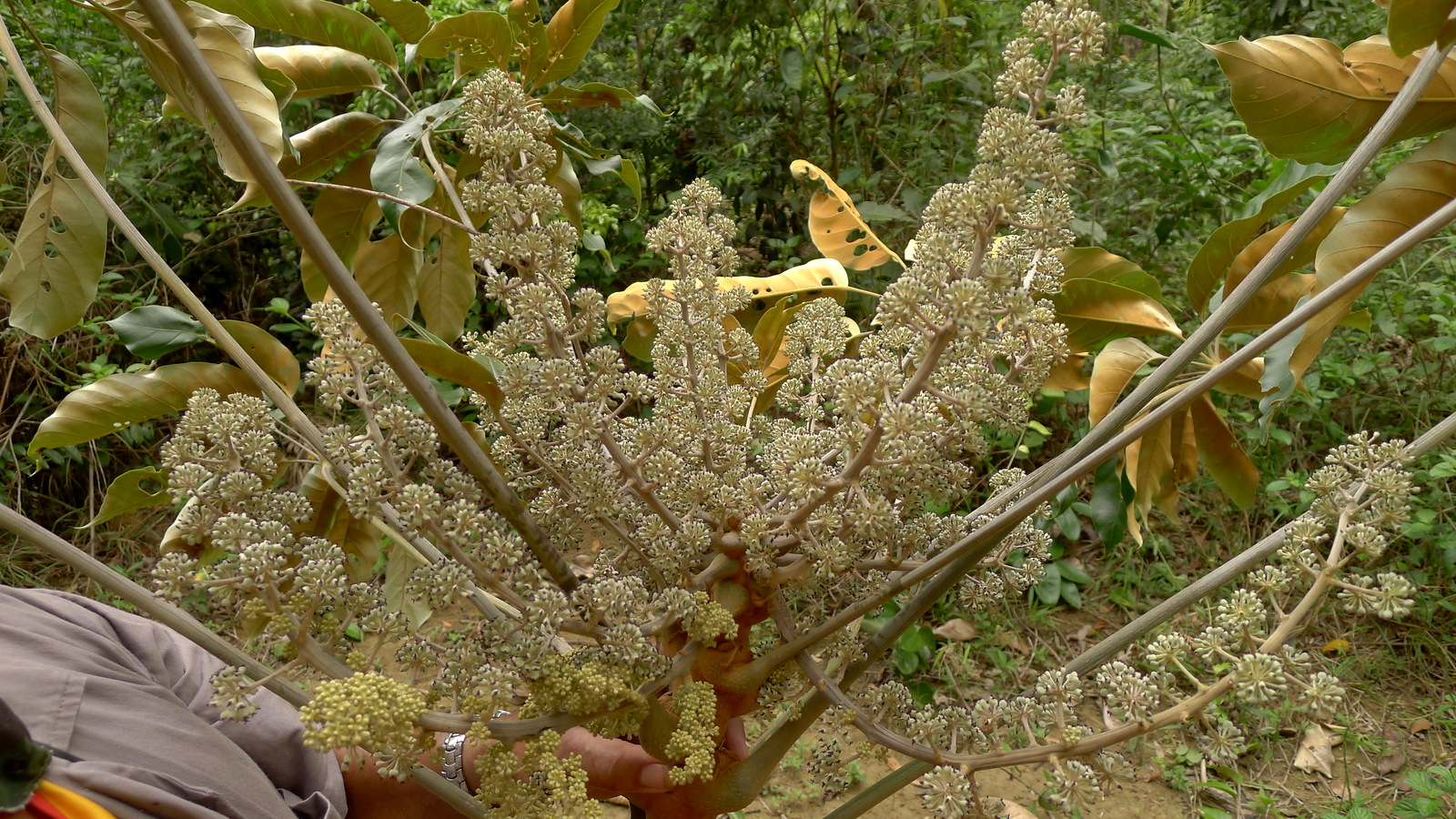
Inflorescence de Didymopanax morototonii (vue d'ensemble)
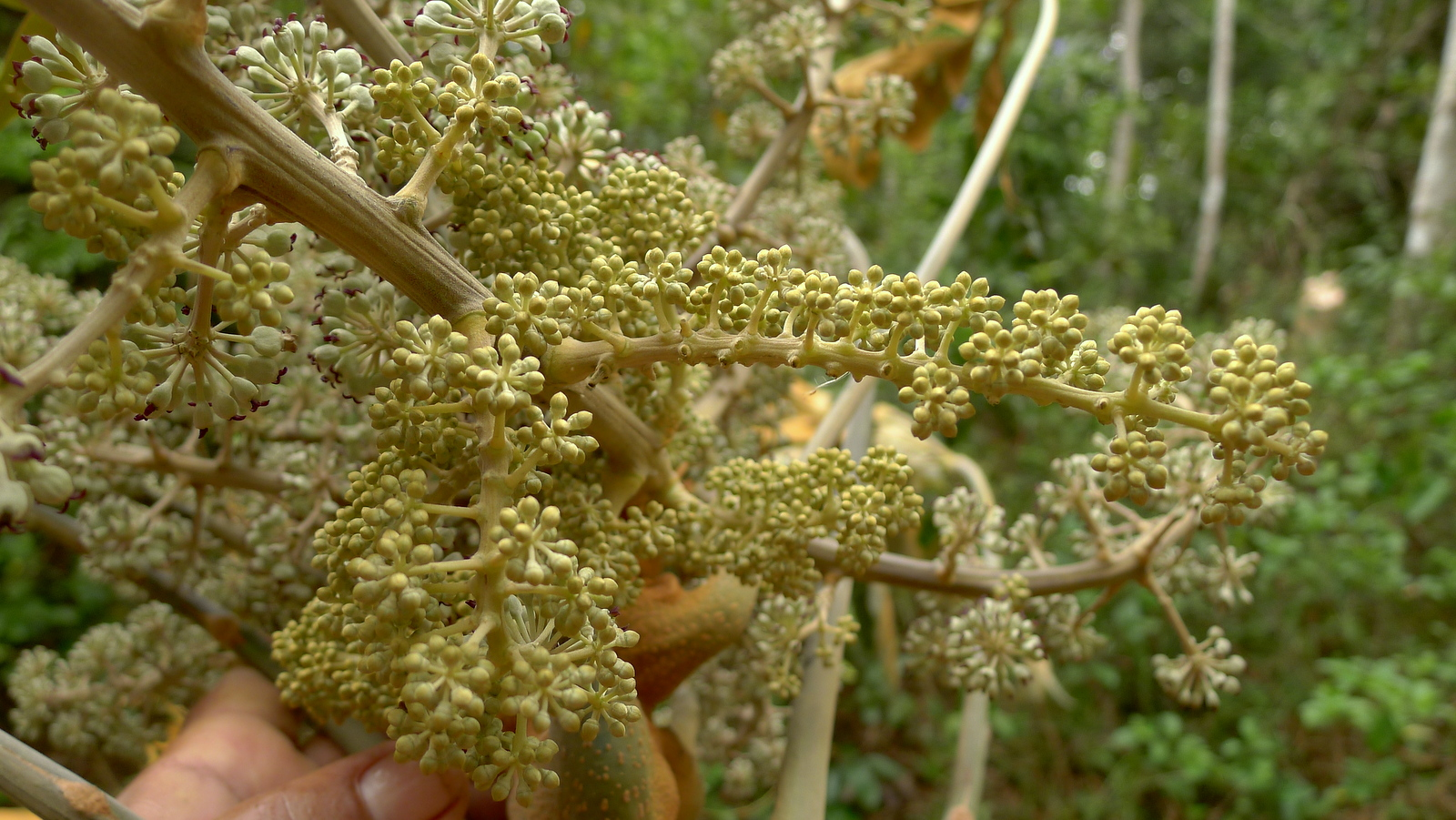
Inflorescence de Didymopanax morototonii
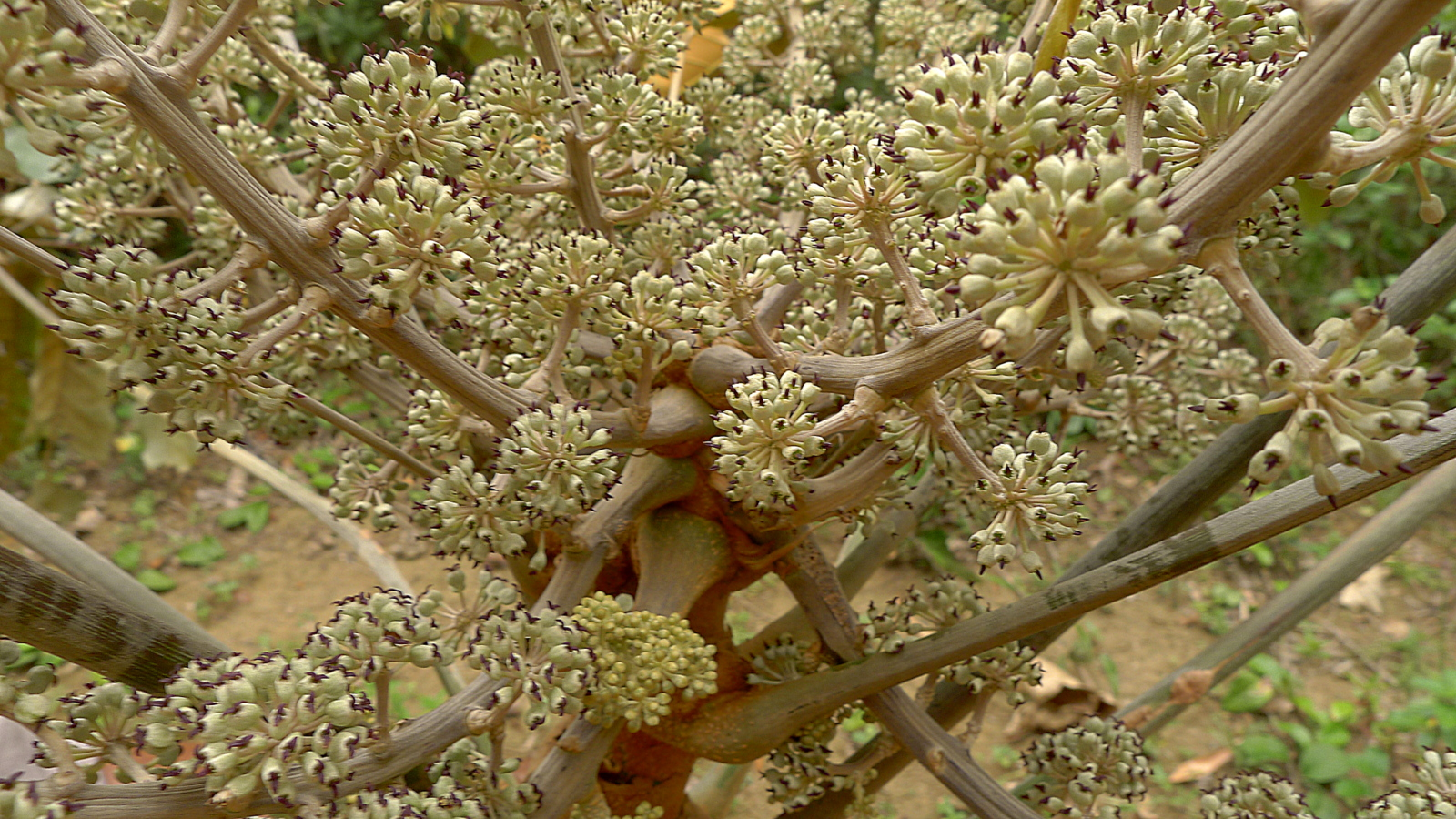
Inflorescence de Didymopanax morototonii
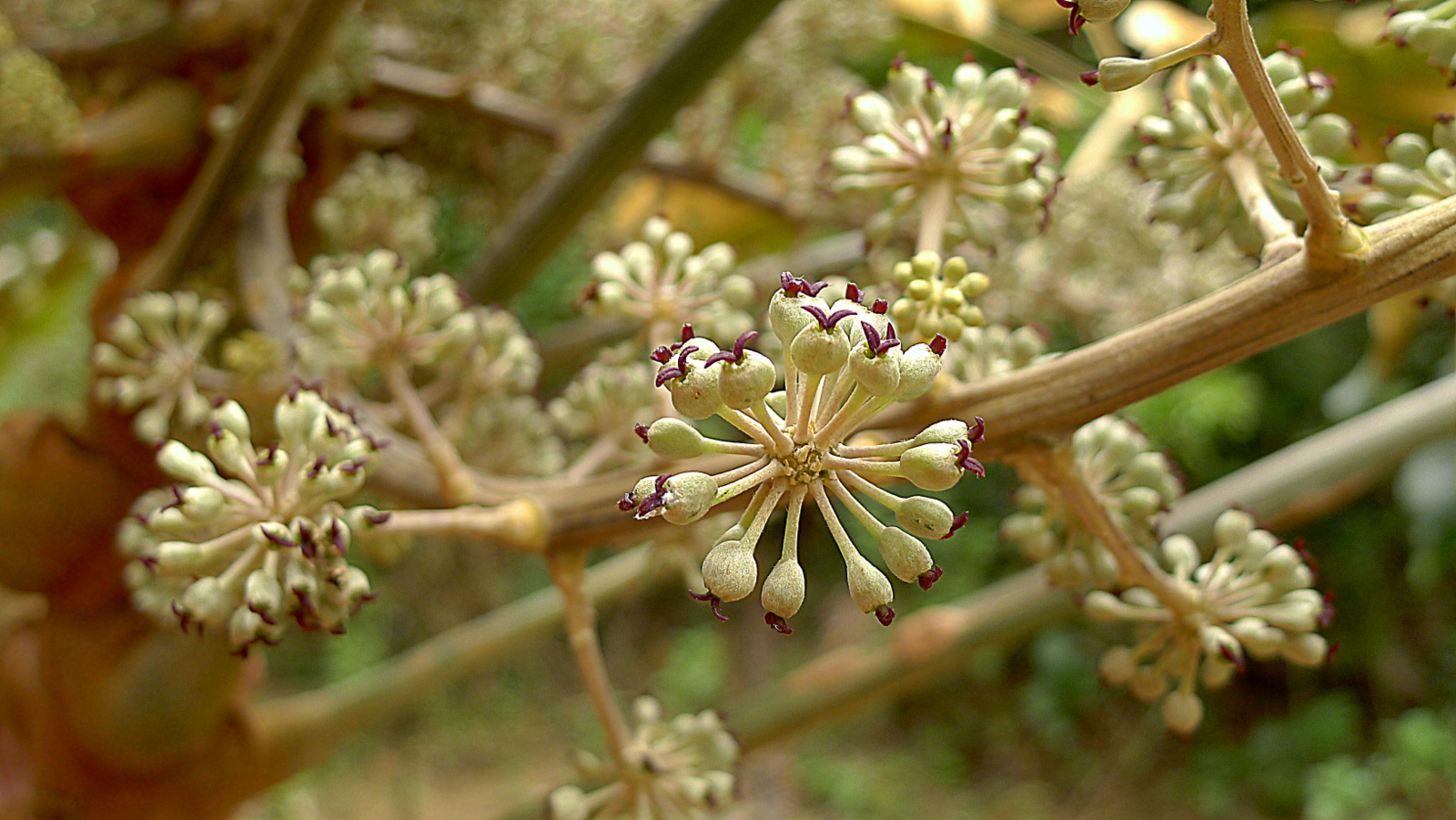
Inflorescence de Didymopanax morototonii (détail)
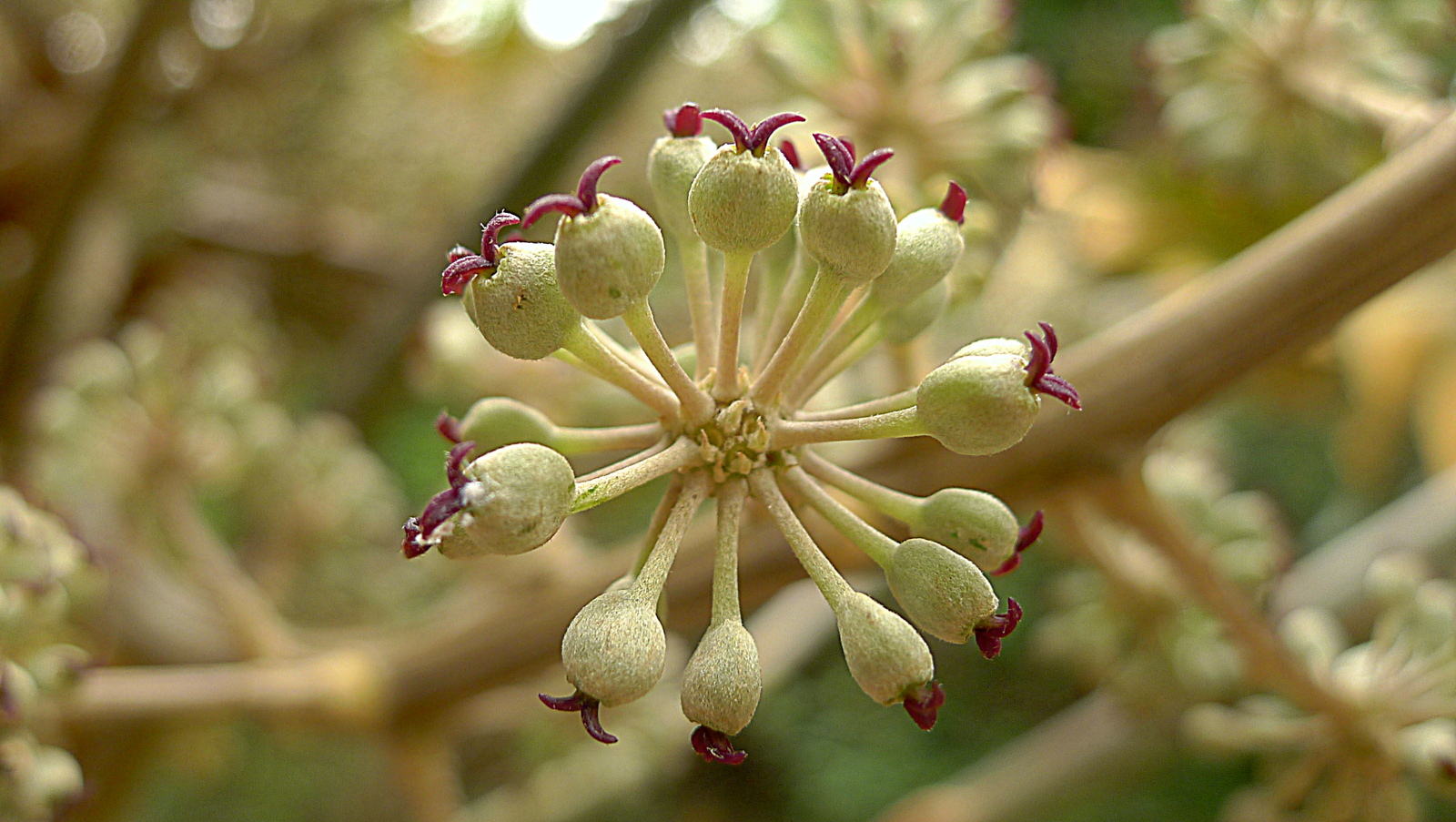
Fleurs de Didymopanax morototonii
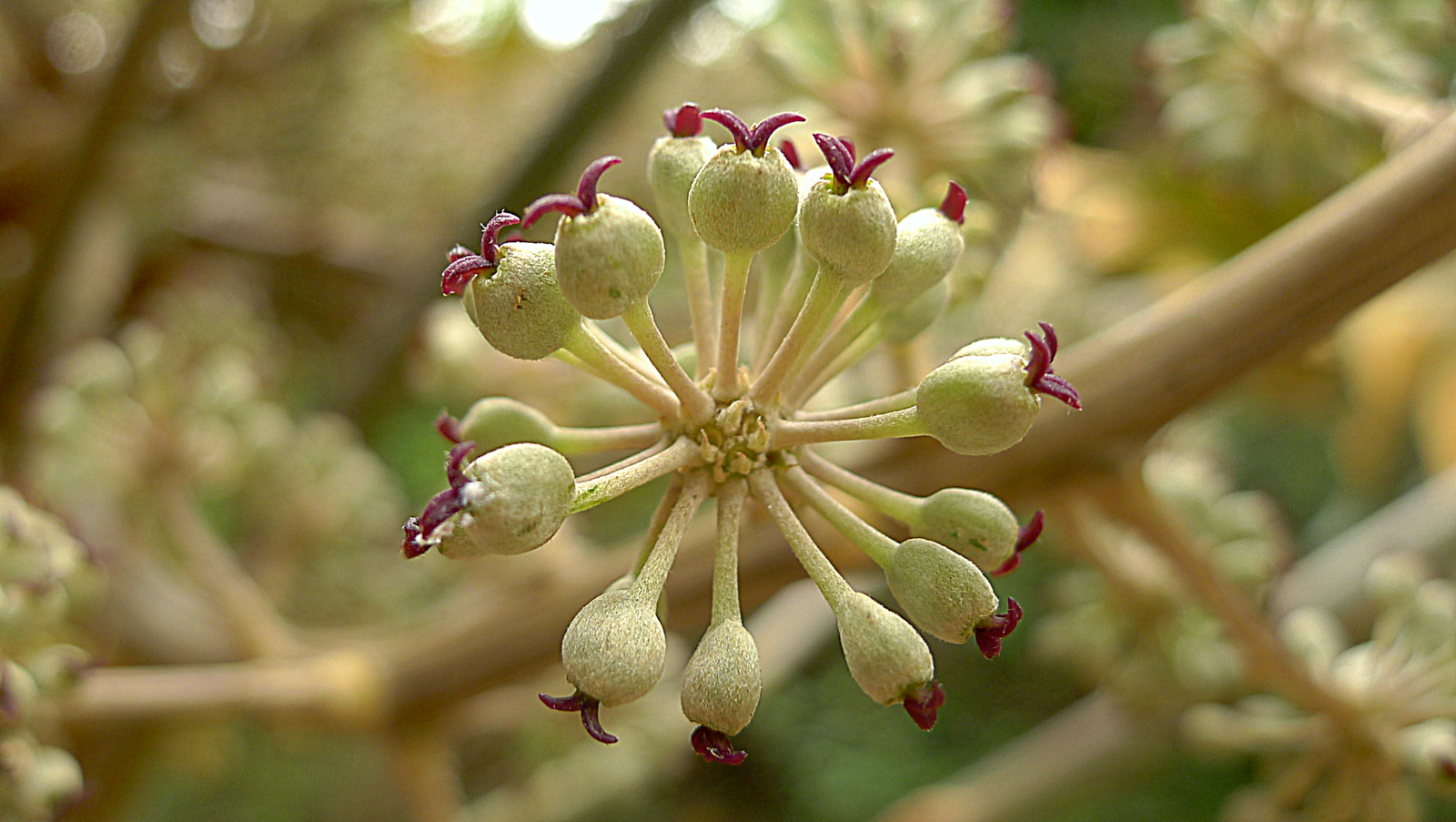
Fleurs de Didymopanax morototonii